# Lista planetelor minore: 207001–208000

## 207001–207100
| Denumire | Denumire provizorie | Data descoperirii | Locul descoperirii | Descoperitor(i)     |
| -------- | ------------------- | ----------------- | ------------------ | ------------------- |
| 207001 – | 2004 TY222          | 7 octombrie 2004  | Palomar            | NEAT                |
| 207002 – | 2004 TM234          | 8 octombrie 2004  | Kitt Peak          | Spacewatch          |
| 207003 – | 2004 TO269          | 9 octombrie 2004  | Kitt Peak          | Spacewatch          |
| 207004 – | 2004 TS269          | 9 octombrie 2004  | Kitt Peak          | Spacewatch          |
| 207005 – | 2004 TG273          | 9 octombrie 2004  | Kitt Peak          | Spacewatch          |
| 207006 – | 2004 TC274          | 9 octombrie 2004  | Kitt Peak          | Spacewatch          |
| 207007 – | 2004 TE277          | 9 octombrie 2004  | Kitt Peak          | Spacewatch          |
| 207008 – | 2004 TY282          | 7 octombrie 2004  | Palomar            | NEAT                |
| 207009 – | 2004 TT286          | 9 octombrie 2004  | Socorro            | LINEAR              |
| 207010 – | 2004 TQ319          | 11 octombrie 2004 | Kitt Peak          | Spacewatch          |
| 207011 – | 2004 TY320          | 11 octombrie 2004 | Kitt Peak          | Spacewatch          |
| 207012 – | 2004 TB325          | 12 octombrie 2004 | Kitt Peak          | Spacewatch          |
| 207013 – | 2004 TC354          | 11 octombrie 2004 | Kitt Peak          | M. W. Buie          |
| 207014 – | 2004 UQ8            | 21 octombrie 2004 | Socorro            | LINEAR              |
| 207015 – | 2004 VE2            | 2 noiembrie 2004  | Anderson Mesa      | LONEOS              |
| 207016 – | 2004 VZ5            | 3 noiembrie 2004  | Kitt Peak          | Spacewatch          |
| 207017 – | 2004 VB6            | 3 noiembrie 2004  | Kitt Peak          | Spacewatch          |
| 207018 – | 2004 VH8            | 3 noiembrie 2004  | Anderson Mesa      | LONEOS              |
| 207019 – | 2004 VY12           | 3 noiembrie 2004  | Palomar            | NEAT                |
| 207020 – | 2004 VX14           | 4 noiembrie 2004  | Anderson Mesa      | LONEOS              |
| 207021 – | 2004 VQ23           | 5 noiembrie 2004  | Palomar            | NEAT                |
| 207022 – | 2004 VQ28           | 7 noiembrie 2004  | Socorro            | LINEAR              |
| 207023 – | 2004 VS46           | 4 noiembrie 2004  | Kitt Peak          | Spacewatch          |
| 207024 – | 2004 VX47           | 4 noiembrie 2004  | Kitt Peak          | Spacewatch          |
| 207025 – | 2004 VT57           | 7 noiembrie 2004  | Socorro            | LINEAR              |
| 207026 – | 2004 VV57           | 7 noiembrie 2004  | Socorro            | LINEAR              |
| 207027 – | 2004 VD59           | 9 noiembrie 2004  | Catalina           | CSS                 |
| 207028   | 2004 VN60           | 10 noiembrie 2004 | Wrightwood         | J. W. Young         |
| 207029 – | 2004 VV63           | 10 noiembrie 2004 | Kitt Peak          | Spacewatch          |
| 207030 – | 2004 VH77           | 12 noiembrie 2004 | Catalina           | CSS                 |
| 207031 – | 2004 VG81           | 4 noiembrie 2004  | Kitt Peak          | Spacewatch          |
| 207032 – | 2004 VN86           | 10 noiembrie 2004 | Kitt Peak          | Spacewatch          |
| 207033 – | 2004 WW1            | 17 noiembrie 2004 | Campo Imperatore   | CINEOS              |
| 207034 – | 2004 WM2            | 17 noiembrie 2004 | Campo Imperatore   | CINEOS              |
| 207035 – | 2004 WR5            | 19 noiembrie 2004 | Kitt Peak          | Spacewatch          |
| 207036 – | 2004 XU2            | 2 decembrie 2004  | Catalina           | CSS                 |
| 207037 – | 2004 XA6            | 9 decembrie 2004  | Catalina           | CSS                 |
| 207038 – | 2004 XN8            | 2 decembrie 2004  | Palomar            | NEAT                |
| 207039 – | 2004 XW8            | 2 decembrie 2004  | Socorro            | LINEAR              |
| 207040 – | 2004 XV10           | 3 decembrie 2004  | Kitt Peak          | Spacewatch          |
| 207041 – | 2004 XX17           | 7 decembrie 2004  | Socorro            | LINEAR              |
| 207042 – | 2004 XH24           | 9 decembrie 2004  | Catalina           | CSS                 |
| 207043 – | 2004 XP24           | 9 decembrie 2004  | Catalina           | CSS                 |
| 207044 – | 2004 XT27           | 10 decembrie 2004 | Socorro            | LINEAR              |
| 207045 – | 2004 XA31           | 8 decembrie 2004  | Socorro            | LINEAR              |
| 207046 – | 2004 XM31           | 9 decembrie 2004  | Catalina           | CSS                 |
| 207047 – | 2004 XP36           | 10 decembrie 2004 | Jarnac             | Jarnac              |
| 207048 – | 2004 XF40           | 10 decembrie 2004 | Socorro            | LINEAR              |
| 207049 – | 2004 XJ44           | 13 decembrie 2004 | Campo Imperatore   | CINEOS              |
| 207050 – | 2004 XV50           | 14 decembrie 2004 | Campo Imperatore   | CINEOS              |
| 207051 – | 2004 XY50           | 14 decembrie 2004 | Campo Imperatore   | CINEOS              |
| 207052 – | 2004 XK53           | 10 decembrie 2004 | Kitt Peak          | Spacewatch          |
| 207053 – | 2004 XR58           | 10 decembrie 2004 | Kitt Peak          | Spacewatch          |
| 207054 – | 2004 XF63           | 12 decembrie 2004 | Anderson Mesa      | LONEOS              |
| 207055 – | 2004 XL64           | 2 decembrie 2004  | Kitt Peak          | Spacewatch          |
| 207056 – | 2004 XC68           | 3 decembrie 2004  | Kitt Peak          | Spacewatch          |
| 207057 – | 2004 XF74           | 8 decembrie 2004  | Socorro            | LINEAR              |
| 207058 – | 2004 XP74           | 8 decembrie 2004  | Socorro            | LINEAR              |
| 207059 – | 2004 XU77           | 10 decembrie 2004 | Socorro            | LINEAR              |
| 207060 – | 2004 XX83           | 11 decembrie 2004 | Kitt Peak          | Spacewatch          |
| 207061 – | 2004 XA84           | 11 decembrie 2004 | Kitt Peak          | Spacewatch          |
| 207062 – | 2004 XD86           | 13 decembrie 2004 | Kitt Peak          | Spacewatch          |
| 207063 – | 2004 XD98           | 11 decembrie 2004 | Kitt Peak          | Spacewatch          |
| 207064 – | 2004 XS99           | 12 decembrie 2004 | Kitt Peak          | Spacewatch          |
| 207065 – | 2004 XX103          | 9 decembrie 2004  | Catalina           | CSS                 |
| 207066 – | 2004 XV104          | 10 decembrie 2004 | Kitt Peak          | Spacewatch          |
| 207067 – | 2004 XW109          | 13 decembrie 2004 | Anderson Mesa      | LONEOS              |
| 207068 – | 2004 XG110          | 14 decembrie 2004 | Socorro            | LINEAR              |
| 207069 – | 2004 XH112          | 10 decembrie 2004 | Kitt Peak          | Spacewatch          |
| 207070 – | 2004 XE114          | 10 decembrie 2004 | Kitt Peak          | Spacewatch          |
| 207071 – | 2004 XY118          | 12 decembrie 2004 | Kitt Peak          | Spacewatch          |
| 207072 – | 2004 XX120          | 14 decembrie 2004 | Socorro            | LINEAR              |
| 207073 – | 2004 XR126          | 13 decembrie 2004 | Socorro            | LINEAR              |
| 207074 – | 2004 XJ128          | 14 decembrie 2004 | Socorro            | LINEAR              |
| 207075 – | 2004 XV131          | 11 decembrie 2004 | Kitt Peak          | Spacewatch          |
| 207076 – | 2004 XS132          | 14 decembrie 2004 | Socorro            | LINEAR              |
| 207077 – | 2004 XP140          | 13 decembrie 2004 | Kitt Peak          | Spacewatch          |
| 207078 – | 2004 XH141          | 14 decembrie 2004 | Socorro            | LINEAR              |
| 207079 – | 2004 XQ143          | 9 decembrie 2004  | Kitt Peak          | Spacewatch          |
| 207080 – | 2004 XR147          | 13 decembrie 2004 | Kitt Peak          | Spacewatch          |
| 207081 – | 2004 XZ147          | 14 decembrie 2004 | Catalina           | CSS                 |
| 207082 – | 2004 XZ160          | 14 decembrie 2004 | Kitt Peak          | Spacewatch          |
| 207083 – | 2004 XA164          | 3 decembrie 2004  | Anderson Mesa      | LONEOS              |
| 207084 – | 2004 XY165          | 2 decembrie 2004  | Catalina           | CSS                 |
| 207085 – | 2004 XW166          | 2 decembrie 2004  | Kitt Peak          | Spacewatch          |
| 207086 – | 2004 XQ171          | 10 decembrie 2004 | Kitt Peak          | Spacewatch          |
| 207087 – | 2004 YX11           | 18 decembrie 2004 | Mount Lemmon       | Mount Lemmon Survey |
| 207088 – | 2004 YV13           | 18 decembrie 2004 | Mount Lemmon       | Mount Lemmon Survey |
| 207089 – | 2004 YS17           | 18 decembrie 2004 | Mount Lemmon       | Mount Lemmon Survey |
| 207090 – | 2004 YW20           | 18 decembrie 2004 | Mount Lemmon       | Mount Lemmon Survey |
| 207091 – | 2005 AQ1            | 1 ianuarie 2005   | Catalina           | CSS                 |
| 207092 – | 2005 AH4            | 6 ianuarie 2005   | Catalina           | CSS                 |
| 207093 – | 2005 AU4            | 6 ianuarie 2005   | Catalina           | CSS                 |
| 207094 – | 2005 AH5            | 6 ianuarie 2005   | Catalina           | CSS                 |
| 207095 – | 2005 AR6            | 6 ianuarie 2005   | Catalina           | CSS                 |
| 207096 – | 2005 AT6            | 6 ianuarie 2005   | Catalina           | CSS                 |
| 207097 – | 2005 AG7            | 6 ianuarie 2005   | Catalina           | CSS                 |
| 207098 – | 2005 AY7            | 6 ianuarie 2005   | Catalina           | CSS                 |
| 207099 – | 2005 AS10           | 6 ianuarie 2005   | Catalina           | CSS                 |
| 207100 – | 2005 AK11           | 1 ianuarie 2005   | Catalina           | CSS                 |

## 207101–207200
| Denumire | Denumire provizorie | Data descoperirii | Locul descoperirii | Descoperitor(i)     |
| -------- | ------------------- | ----------------- | ------------------ | ------------------- |
| 207101 – | 2005 AP14           | 1 ianuarie 2005   | Catalina           | CSS                 |
| 207102 – | 2005 AS20           | 6 ianuarie 2005   | Socorro            | LINEAR              |
| 207103 – | 2005 AZ22           | 7 ianuarie 2005   | Socorro            | LINEAR              |
| 207104 – | 2005 AP23           | 7 ianuarie 2005   | Socorro            | LINEAR              |
| 207105 – | 2005 AG24           | 7 ianuarie 2005   | Catalina           | CSS                 |
| 207106 – | 2005 AS24           | 7 ianuarie 2005   | Catalina           | CSS                 |
| 207107 – | 2005 AT24           | 7 ianuarie 2005   | Catalina           | CSS                 |
| 207108 – | 2005 AZ26           | 13 ianuarie 2005  | Kitt Peak          | Spacewatch          |
| 207109 – | 2005 AA27           | 11 ianuarie 2005  | Vicques            | M. Ory              |
| 207110 – | 2005 AX29           | 8 ianuarie 2005   | Campo Imperatore   | CINEOS              |
| 207111 – | 2005 AS30           | 9 ianuarie 2005   | Junk Bond          | Junk Bond           |
| 207112 – | 2005 AM34           | 13 ianuarie 2005  | Kitt Peak          | Spacewatch          |
| 207113 – | 2005 AS34           | 13 ianuarie 2005  | Kitt Peak          | Spacewatch          |
| 207114 – | 2005 AZ34           | 13 ianuarie 2005  | Socorro            | LINEAR              |
| 207115 – | 2005 AH37           | 13 ianuarie 2005  | Socorro            | LINEAR              |
| 207116 – | 2005 AD43           | 15 ianuarie 2005  | Socorro            | LINEAR              |
| 207117 – | 2005 AP43           | 15 ianuarie 2005  | Socorro            | LINEAR              |
| 207118 – | 2005 AQ48           | 13 ianuarie 2005  | Kitt Peak          | Spacewatch          |
| 207119 – | 2005 AJ50           | 13 ianuarie 2005  | Catalina           | CSS                 |
| 207120 – | 2005 AD55           | 15 ianuarie 2005  | Socorro            | LINEAR              |
| 207121 – | 2005 AT58           | 15 ianuarie 2005  | Socorro            | LINEAR              |
| 207122 – | 2005 AA59           | 15 ianuarie 2005  | Socorro            | LINEAR              |
| 207123 – | 2005 AY61           | 15 ianuarie 2005  | Kitt Peak          | Spacewatch          |
| 207124 – | 2005 AB62           | 15 ianuarie 2005  | Kitt Peak          | Spacewatch          |
| 207125 – | 2005 AX68           | 13 ianuarie 2005  | Kitt Peak          | Spacewatch          |
| 207126 – | 2005 AD69           | 15 ianuarie 2005  | Catalina           | CSS                 |
| 207127 – | 2005 AK69           | 15 ianuarie 2005  | Socorro            | LINEAR              |
| 207128 – | 2005 AJ73           | 15 ianuarie 2005  | Kitt Peak          | Spacewatch          |
| 207129 – | 2005 AV74           | 15 ianuarie 2005  | Kitt Peak          | Spacewatch          |
| 207130 – | 2005 BW             | 16 ianuarie 2005  | Jonathan B. Postel | Bareggio            |
| 207131 – | 2005 BM4            | 16 ianuarie 2005  | Socorro            | LINEAR              |
| 207132 – | 2005 BU5            | 16 ianuarie 2005  | Socorro            | LINEAR              |
| 207133 – | 2005 BE6            | 16 ianuarie 2005  | Socorro            | LINEAR              |
| 207134 – | 2005 BO7            | 16 ianuarie 2005  | Socorro            | LINEAR              |
| 207135 – | 2005 BX7            | 16 ianuarie 2005  | Socorro            | LINEAR              |
| 207136 – | 2005 BN11           | 16 ianuarie 2005  | Kitt Peak          | Spacewatch          |
| 207137 – | 2005 BC16           | 16 ianuarie 2005  | Socorro            | LINEAR              |
| 207138 – | 2005 BO17           | 16 ianuarie 2005  | Kitt Peak          | Spacewatch          |
| 207139 – | 2005 BL20           | 16 ianuarie 2005  | Socorro            | LINEAR              |
| 207140 – | 2005 BY24           | 17 ianuarie 2005  | Socorro            | LINEAR              |
| 207141 – | 2005 BL27           | 17 ianuarie 2005  | Goodricke-Pigott   | Goodricke-Pigott    |
| 207142 – | 2005 BM29           | 18 ianuarie 2005  | Kitt Peak          | Spacewatch          |
| 207143 – | 2005 CH5            | 1 februarie 2005  | Kitt Peak          | Spacewatch          |
| 207144 – | 2005 CT12           | 2 februarie 2005  | Kitt Peak          | Spacewatch          |
| 207145 – | 2005 CT13           | 2 februarie 2005  | Kitt Peak          | Spacewatch          |
| 207146 – | 2005 CB15           | 2 februarie 2005  | Kitt Peak          | Spacewatch          |
| 207147 – | 2005 CV16           | 2 februarie 2005  | Socorro            | LINEAR              |
| 207148 – | 2005 CH17           | 2 februarie 2005  | Socorro            | LINEAR              |
| 207149 – | 2005 CA18           | 2 februarie 2005  | Catalina           | CSS                 |
| 207150 – | 2005 CV19           | 2 februarie 2005  | Catalina           | CSS                 |
| 207151 – | 2005 CB21           | 2 februarie 2005  | Catalina           | CSS                 |
| 207152 – | 2005 CT21           | 2 februarie 2005  | Palomar            | NEAT                |
| 207153 – | 2005 CF25           | 4 februarie 2005  | Palomar            | NEAT                |
| 207154 – | 2005 CQ25           | 2 februarie 2005  | Catalina           | CSS                 |
| 207155 – | 2005 CN26           | 1 februarie 2005  | Kitt Peak          | Spacewatch          |
| 207156 – | 2005 CD27           | 1 februarie 2005  | Kitt Peak          | Spacewatch          |
| 207157 – | 2005 CL28           | 1 februarie 2005  | Kitt Peak          | Spacewatch          |
| 207158 – | 2005 CF34           | 2 februarie 2005  | Kitt Peak          | Spacewatch          |
| 207159 – | 2005 CT36           | 3 februarie 2005  | Socorro            | LINEAR              |
| 207160 – | 2005 CQ38           | 3 februarie 2005  | Socorro            | LINEAR              |
| 207161 – | 2005 CT43           | 2 februarie 2005  | Catalina           | CSS                 |
| 207162 – | 2005 CH47           | 2 februarie 2005  | Kitt Peak          | Spacewatch          |
| 207163 – | 2005 CW47           | 2 februarie 2005  | Kitt Peak          | Spacewatch          |
| 207164 – | 2005 CY47           | 2 februarie 2005  | Kitt Peak          | Spacewatch          |
| 207165 – | 2005 CZ47           | 2 februarie 2005  | Kitt Peak          | Spacewatch          |
| 207166 – | 2005 CV50           | 2 februarie 2005  | Socorro            | LINEAR              |
| 207167 – | 2005 CR52           | 3 februarie 2005  | Socorro            | LINEAR              |
| 207168 – | 2005 CQ53           | 3 februarie 2005  | Socorro            | LINEAR              |
| 207169 – | 2005 CO56           | 9 februarie 2005  | Mount Lemmon       | Mount Lemmon Survey |
| 207170 – | 2005 CO58           | 2 februarie 2005  | Catalina           | CSS                 |
| 207171 – | 2005 CS59           | 2 februarie 2005  | Socorro            | LINEAR              |
| 207172 – | 2005 CX62           | 9 februarie 2005  | Kitt Peak          | Spacewatch          |
| 207173 – | 2005 CJ66           | 9 februarie 2005  | Kitt Peak          | Spacewatch          |
| 207174 – | 2005 CK67           | 15 februarie 2005 | Gnosca             | S. Sposetti         |
| 207175 – | 2005 CL67           | 15 februarie 2005 | Gnosca             | S. Sposetti         |
| 207176 – | 2005 CU67           | 2 februarie 2005  | Kitt Peak          | Spacewatch          |
| 207177 – | 2005 CU68           | 3 februarie 2005  | Socorro            | LINEAR              |
| 207178 – | 2005 CL76           | 3 februarie 2005  | Socorro            | LINEAR              |
| 207179 – | 2005 CP78           | 14 februarie 2005 | Socorro            | LINEAR              |
| 207180 – | 2005 EU             | 2 martie 2005     | RAS                | A. Lowe             |
| 207181 – | 2005 EJ6            | 1 martie 2005     | Kitt Peak          | Spacewatch          |
| 207182 – | 2005 EB10           | 2 martie 2005     | Kitt Peak          | Spacewatch          |
| 207183 – | 2005 EU12           | 2 martie 2005     | Catalina           | CSS                 |
| 207184 – | 2005 EZ14           | 3 martie 2005     | Kitt Peak          | Spacewatch          |
| 207185 – | 2005 EH16           | 3 martie 2005     | Kitt Peak          | Spacewatch          |
| 207186 – | 2005 EQ18           | 3 martie 2005     | Kitt Peak          | Spacewatch          |
| 207187 – | 2005 EE21           | 3 martie 2005     | Catalina           | CSS                 |
| 207188 – | 2005 EK26           | 3 martie 2005     | Catalina           | CSS                 |
| 207189 – | 2005 EP29           | 3 martie 2005     | Catalina           | CSS                 |
| 207190 – | 2005 EY33           | 1 martie 2005     | Kitt Peak          | Spacewatch          |
| 207191 – | 2005 EF35           | 3 martie 2005     | Kitt Peak          | Spacewatch          |
| 207192 – | 2005 EB38           | 4 martie 2005     | Kitt Peak          | Spacewatch          |
| 207193 – | 2005 EZ38           | 3 martie 2005     | Goodricke-Pigott   | R. A. Tucker        |
| 207194 – | 2005 EB43           | 3 martie 2005     | Kitt Peak          | Spacewatch          |
| 207195 – | 2005 EQ44           | 3 martie 2005     | Kitt Peak          | Spacewatch          |
| 207196 – | 2005 EQ47           | 3 martie 2005     | Catalina           | CSS                 |
| 207197 – | 2005 EE48           | 3 martie 2005     | Catalina           | CSS                 |
| 207198 – | 2005 EN49           | 3 martie 2005     | Catalina           | CSS                 |
| 207199 – | 2005 ER49           | 3 martie 2005     | Catalina           | CSS                 |
| 207200 – | 2005 EJ50           | 3 martie 2005     | Catalina           | CSS                 |

## 207201–207300
| Denumire | Denumire provizorie | Data descoperirii | Locul descoperirii | Descoperitor(i)     |
| -------- | ------------------- | ----------------- | ------------------ | ------------------- |
| 207201 – | 2005 EJ52           | 4 martie 2005     | Kitt Peak          | Spacewatch          |
| 207202 – | 2005 EZ53           | 4 martie 2005     | Kitt Peak          | Spacewatch          |
| 207203 – | 2005 EN62           | 4 martie 2005     | Mount Lemmon       | Mount Lemmon Survey |
| 207204 – | 2005 EX64           | 4 martie 2005     | Socorro            | LINEAR              |
| 207205 – | 2005 ED66           | 4 martie 2005     | Catalina           | CSS                 |
| 207206 – | 2005 EL66           | 4 martie 2005     | Catalina           | CSS                 |
| 207207 – | 2005 EP69           | 4 martie 2005     | Catalina           | CSS                 |
| 207208 – | 2005 EC72           | 2 martie 2005     | Catalina           | CSS                 |
| 207209 – | 2005 ES72           | 2 martie 2005     | Catalina           | CSS                 |
| 207210 – | 2005 EF74           | 3 martie 2005     | Kitt Peak          | Spacewatch          |
| 207211 – | 2005 EH76           | 3 martie 2005     | Kitt Peak          | Spacewatch          |
| 207212 – | 2005 EK76           | 3 martie 2005     | Kitt Peak          | Spacewatch          |
| 207213 – | 2005 ES76           | 3 martie 2005     | Kitt Peak          | Spacewatch          |
| 207214 – | 2005 EX78           | 3 martie 2005     | Catalina           | CSS                 |
| 207215 – | 2005 EF81           | 4 martie 2005     | Kitt Peak          | Spacewatch          |
| 207216 – | 2005 ED86           | 4 martie 2005     | Socorro            | LINEAR              |
| 207217 – | 2005 EX87           | 4 martie 2005     | Mount Lemmon       | Mount Lemmon Survey |
| 207218 – | 2005 EG89           | 8 martie 2005     | Kitt Peak          | Spacewatch          |
| 207219 – | 2005 ED93           | 8 martie 2005     | Socorro            | LINEAR              |
| 207220 – | 2005 EY96           | 3 martie 2005     | Catalina           | CSS                 |
| 207221 – | 2005 EE112          | 4 martie 2005     | Socorro            | LINEAR              |
| 207222 – | 2005 EQ113          | 4 martie 2005     | Socorro            | LINEAR              |
| 207223 – | 2005 EV115          | 4 martie 2005     | Mount Lemmon       | Mount Lemmon Survey |
| 207224 – | 2005 EG135          | 9 martie 2005     | Mount Lemmon       | Mount Lemmon Survey |
| 207225 – | 2005 EW135          | 9 martie 2005     | Anderson Mesa      | LONEOS              |
| 207226 – | 2005 EX145          | 10 martie 2005    | Mount Lemmon       | Mount Lemmon Survey |
| 207227 – | 2005 EL147          | 10 martie 2005    | Mount Lemmon       | Mount Lemmon Survey |
| 207228 – | 2005 EE149          | 10 martie 2005    | Kitt Peak          | Spacewatch          |
| 207229 – | 2005 EA155          | 8 martie 2005     | Mount Lemmon       | Mount Lemmon Survey |
| 207230 – | 2005 ED155          | 8 martie 2005     | Mount Lemmon       | Mount Lemmon Survey |
| 207231 – | 2005 EM155          | 8 martie 2005     | Mount Lemmon       | Mount Lemmon Survey |
| 207232 – | 2005 EN156          | 9 martie 2005     | Catalina           | CSS                 |
| 207233 – | 2005 EC159          | 9 martie 2005     | Mount Lemmon       | Mount Lemmon Survey |
| 207234 – | 2005 EH159          | 9 martie 2005     | Mount Lemmon       | Mount Lemmon Survey |
| 207235 – | 2005 EB163          | 10 martie 2005    | Mount Lemmon       | Mount Lemmon Survey |
| 207236 – | 2005 EG163          | 10 martie 2005    | Mount Lemmon       | Mount Lemmon Survey |
| 207237 – | 2005 EE166          | 11 martie 2005    | Mount Lemmon       | Mount Lemmon Survey |
| 207238 – | 2005 EE168          | 11 martie 2005    | Mount Lemmon       | Mount Lemmon Survey |
| 207239 – | 2005 EJ168          | 11 martie 2005    | Mount Lemmon       | Mount Lemmon Survey |
| 207240 – | 2005 EB169          | 11 martie 2005    | Catalina           | CSS                 |
| 207241 – | 2005 EJ172          | 8 martie 2005     | Anderson Mesa      | LONEOS              |
| 207242 – | 2005 EJ180          | 9 martie 2005     | Kitt Peak          | Spacewatch          |
| 207243 – | 2005 EU183          | 9 martie 2005     | Mount Lemmon       | Mount Lemmon Survey |
| 207244 – | 2005 EH184          | 9 martie 2005     | Mount Lemmon       | Mount Lemmon Survey |
| 207245 – | 2005 ER198          | 11 martie 2005    | Mount Lemmon       | Mount Lemmon Survey |
| 207246 – | 2005 EN209          | 4 martie 2005     | Socorro            | LINEAR              |
| 207247 – | 2005 EO211          | 4 martie 2005     | Socorro            | LINEAR              |
| 207248 – | 2005 EN213          | 4 martie 2005     | Mount Lemmon       | Mount Lemmon Survey |
| 207249 – | 2005 EF217          | 9 martie 2005     | Socorro            | LINEAR              |
| 207250 – | 2005 EC218          | 9 martie 2005     | Anderson Mesa      | LONEOS              |
| 207251 – | 2005 EC222          | 4 martie 2005     | Socorro            | LINEAR              |
| 207252 – | 2005 EY231          | 10 martie 2005    | Mount Lemmon       | Mount Lemmon Survey |
| 207253 – | 2005 EC234          | 10 martie 2005    | Anderson Mesa      | LONEOS              |
| 207254 – | 2005 EX242          | 11 martie 2005    | Catalina           | CSS                 |
| 207255 – | 2005 EJ243          | 11 martie 2005    | Catalina           | CSS                 |
| 207256 – | 2005 EL247          | 12 martie 2005    | Kitt Peak          | Spacewatch          |
| 207257 – | 2005 EH248          | 12 martie 2005    | Kitt Peak          | Spacewatch          |
| 207258 – | 2005 EW250          | 9 martie 2005     | Socorro            | LINEAR              |
| 207259 – | 2005 EZ250          | 10 martie 2005    | Catalina           | CSS                 |
| 207260 – | 2005 ES251          | 10 martie 2005    | Catalina           | CSS                 |
| 207261 – | 2005 EP253          | 11 martie 2005    | Kitt Peak          | Spacewatch          |
| 207262 – | 2005 ER256          | 11 martie 2005    | Anderson Mesa      | LONEOS              |
| 207263 – | 2005 EO260          | 11 martie 2005    | Kitt Peak          | Spacewatch          |
| 207264 – | 2005 EW266          | 13 martie 2005    | Kitt Peak          | Spacewatch          |
| 207265 – | 2005 EQ271          | 1 martie 2005     | Kitt Peak          | Spacewatch          |
| 207266 – | 2005 EX271          | 4 martie 2005     | Mount Lemmon       | Mount Lemmon Survey |
| 207267 – | 2005 EK280          | 10 martie 2005    | Catalina           | CSS                 |
| 207268 – | 2005 EH281          | 10 martie 2005    | Anderson Mesa      | LONEOS              |
| 207269 – | 2005 EJ288          | 8 martie 2005     | Anderson Mesa      | LONEOS              |
| 207270 – | 2005 EA293          | 10 martie 2005    | Catalina           | CSS                 |
| 207271 – | 2005 ER307          | 8 martie 2005     | Mount Lemmon       | Mount Lemmon Survey |
| 207272 – | 2005 EB308          | 8 martie 2005     | Mount Lemmon       | Mount Lemmon Survey |
| 207273 – | 2005 EL321          | 8 martie 2005     | RAS                | A. Lowe             |
| 207274 – | 2005 EL325          | 10 martie 2005    | Catalina           | CSS                 |
| 207275 – | 2005 EG327          | 14 martie 2005    | Mount Lemmon       | Mount Lemmon Survey |
| 207276 – | 2005 EV327          | 1 martie 2005     | Catalina           | CSS                 |
| 207277 – | 2005 FC6            | 31 martie 2005    | Anderson Mesa      | LONEOS              |
| 207278 – | 2005 FL6            | 30 martie 2005    | Catalina           | CSS                 |
| 207279 – | 2005 FW6            | 30 martie 2005    | Catalina           | CSS                 |
| 207280 – | 2005 FX7            | 30 martie 2005    | Catalina           | CSS                 |
| 207281 – | 2005 GT2            | 1 aprilie 2005    | Anderson Mesa      | LONEOS              |
| 207282 – | 2005 GO5            | 1 aprilie 2005    | Kitt Peak          | Spacewatch          |
| 207283 – | 2005 GC8            | 2 aprilie 2005    | Anderson Mesa      | LONEOS              |
| 207284 – | 2005 GV11           | 1 aprilie 2005    | Anderson Mesa      | LONEOS              |
| 207285 – | 2005 GE12           | 1 aprilie 2005    | Anderson Mesa      | LONEOS              |
| 207286 – | 2005 GZ12           | 1 aprilie 2005    | Anderson Mesa      | LONEOS              |
| 207287 – | 2005 GN13           | 1 aprilie 2005    | Anderson Mesa      | LONEOS              |
| 207288 – | 2005 GJ14           | 2 aprilie 2005    | Kitt Peak          | Spacewatch          |
| 207289 – | 2005 GY22           | 1 aprilie 2005    | Anderson Mesa      | LONEOS              |
| 207290 – | 2005 GT24           | 2 aprilie 2005    | Palomar            | NEAT                |
| 207291 – | 2005 GK27           | 3 aprilie 2005    | Palomar            | NEAT                |
| 207292 – | 2005 GJ28           | 4 aprilie 2005    | Kitt Peak          | Spacewatch          |
| 207293 – | 2005 GW30           | 4 aprilie 2005    | Mount Lemmon       | Mount Lemmon Survey |
| 207294 – | 2005 GZ32           | 4 aprilie 2005    | Mount Lemmon       | Mount Lemmon Survey |
| 207295 – | 2005 GH35           | 2 aprilie 2005    | Palomar            | NEAT                |
| 207296 – | 2005 GJ38           | 3 aprilie 2005    | Siding Spring      | SSS                 |
| 207297 – | 2005 GU38           | 4 aprilie 2005    | Catalina           | CSS                 |
| 207298 – | 2005 GF43           | 5 aprilie 2005    | Palomar            | NEAT                |
| 207299 – | 2005 GR45           | 5 aprilie 2005    | Catalina           | CSS                 |
| 207300 – | 2005 GA48           | 5 aprilie 2005    | Palomar            | NEAT                |

## 207301–207400
| Denumire            | Denumire provizorie | Data descoperirii | Locul descoperirii | Descoperitor(i)     |
| ------------------- | ------------------- | ----------------- | ------------------ | ------------------- |
| 207301 –            | 2005 GD50           | 5 aprilie 2005    | Mount Lemmon       | Mount Lemmon Survey |
| 207302 –            | 2005 GX50           | 1 aprilie 2005    | Anderson Mesa      | LONEOS              |
| 207303 –            | 2005 GX51           | 2 aprilie 2005    | Mount Lemmon       | Mount Lemmon Survey |
| 207304 –            | 2005 GK56           | 6 aprilie 2005    | Mount Lemmon       | Mount Lemmon Survey |
| 207305 –            | 2005 GN56           | 6 aprilie 2005    | Mount Lemmon       | Mount Lemmon Survey |
| 207306 –            | 2005 GP56           | 6 aprilie 2005    | Kitt Peak          | Spacewatch          |
| 207307 –            | 2005 GQ64           | 2 aprilie 2005    | Catalina           | CSS                 |
| 207308 –            | 2005 GC70           | 4 aprilie 2005    | Kitt Peak          | Spacewatch          |
| 207309 –            | 2005 GL77           | 6 aprilie 2005    | Catalina           | CSS                 |
| 207310 –            | 2005 GZ77           | 6 aprilie 2005    | Catalina           | CSS                 |
| 207311 –            | 2005 GA80           | 7 aprilie 2005    | Anderson Mesa      | LONEOS              |
| 207312 –            | 2005 GU81           | 4 aprilie 2005    | Kitt Peak          | Spacewatch          |
| 207313 –            | 2005 GB94           | 6 aprilie 2005    | Mount Lemmon       | Mount Lemmon Survey |
| 207314 –            | 2005 GP94           | 6 aprilie 2005    | Kitt Peak          | Spacewatch          |
| 207315 –            | 2005 GB95           | 6 aprilie 2005    | Kitt Peak          | Spacewatch          |
| 207316 –            | 2005 GN96           | 6 aprilie 2005    | Mount Lemmon       | Mount Lemmon Survey |
| 207317 –            | 2005 GN98           | 7 aprilie 2005    | Kitt Peak          | Spacewatch          |
| 207318 –            | 2005 GW103          | 9 aprilie 2005    | Catalina           | CSS                 |
| 207319 Eugenemar    | 2005 GZ109          | 10 aprilie 2005   | Mount Lemmon       | Mount Lemmon Survey |
| 207320 –            | 2005 GJ110          | 10 aprilie 2005   | Mount Lemmon       | Mount Lemmon Survey |
| 207321 Crawshaw     | 2005 GL110          | 10 aprilie 2005   | Mount Lemmon       | Mount Lemmon Survey |
| 207322 –            | 2005 GY111          | 6 aprilie 2005    | Catalina           | CSS                 |
| 207323 –            | 2005 GQ119          | 10 aprilie 2005   | Siding Spring      | SSS                 |
| 207324 –            | 2005 GV130          | 9 aprilie 2005    | Kitt Peak          | Spacewatch          |
| 207325 –            | 2005 GC132          | 10 aprilie 2005   | Kitt Peak          | Spacewatch          |
| 207326 –            | 2005 GK135          | 10 aprilie 2005   | Kitt Peak          | Spacewatch          |
| 207327 –            | 2005 GE140          | 12 aprilie 2005   | Mount Lemmon       | Mount Lemmon Survey |
| 207328 –            | 2005 GW145          | 11 aprilie 2005   | Kitt Peak          | Spacewatch          |
| 207329 –            | 2005 GH147          | 11 aprilie 2005   | Kitt Peak          | Spacewatch          |
| 207330 –            | 2005 GS147          | 11 aprilie 2005   | Kitt Peak          | Spacewatch          |
| 207331 –            | 2005 GH157          | 11 aprilie 2005   | Anderson Mesa      | LONEOS              |
| 207332 –            | 2005 GA162          | 14 aprilie 2005   | Kitt Peak          | Spacewatch          |
| 207333 –            | 2005 GX172          | 14 aprilie 2005   | Kitt Peak          | Spacewatch          |
| 207334 –            | 2005 GN181          | 12 aprilie 2005   | Kitt Peak          | Spacewatch          |
| 207335 –            | 2005 GD209          | 2 aprilie 2005    | Catalina           | CSS                 |
| 207336 –            | 2005 GV225          | 4 aprilie 2005    | Kitt Peak          | Spacewatch          |
| 207337 –            | 2005 HB2            | 16 aprilie 2005   | Kitt Peak          | Spacewatch          |
| 207338 –            | 2005 HG2            | 17 aprilie 2005   | Kitt Peak          | Spacewatch          |
| 207339 –            | 2005 HQ3            | 19 aprilie 2005   | Catalina           | CSS                 |
| 207340 –            | 2005 JQ2            | 3 mai 2005        | Kitt Peak          | Spacewatch          |
| 207341 Isabelmartin | 2005 JD22           | 3 mai 2005        | La Cañada          | J. Lacruz           |
| 207342 –            | 2005 JU22           | 1 mai 2005        | Palomar            | NEAT                |
| 207343 –            | 2005 JG26           | 3 mai 2005        | Kitt Peak          | Spacewatch          |
| 207344 –            | 2005 JQ29           | 3 mai 2005        | Socorro            | LINEAR              |
| 207345 –            | 2005 JX30           | 4 mai 2005        | Mount Lemmon       | Mount Lemmon Survey |
| 207346 –            | 2005 JV32           | 4 mai 2005        | Mount Lemmon       | Mount Lemmon Survey |
| 207347 –            | 2005 JW35           | 4 mai 2005        | Kitt Peak          | Spacewatch          |
| 207348 –            | 2005 JD48           | 3 mai 2005        | Kitt Peak          | Spacewatch          |
| 207349 –            | 2005 JE54           | 4 mai 2005        | Kitt Peak          | Spacewatch          |
| 207350 –            | 2005 JH59           | 8 mai 2005        | Mount Lemmon       | Mount Lemmon Survey |
| 207351 –            | 2005 JP68           | 6 mai 2005        | Catalina           | CSS                 |
| 207352 –            | 2005 JT69           | 7 mai 2005        | Kitt Peak          | Spacewatch          |
| 207353 –            | 2005 JA91           | 11 mai 2005       | Palomar            | NEAT                |
| 207354 –            | 2005 JK114          | 10 mai 2005       | Anderson Mesa      | LONEOS              |
| 207355 –            | 2005 JU118          | 10 mai 2005       | Kitt Peak          | Spacewatch          |
| 207356 –            | 2005 JU135          | 8 mai 2005        | Kitt Peak          | Spacewatch          |
| 207357 –            | 2005 JY135          | 8 mai 2005        | Catalina           | CSS                 |
| 207358 –            | 2005 JK136          | 11 mai 2005       | Catalina           | CSS                 |
| 207359 –            | 2005 JD137          | 13 mai 2005       | Kitt Peak          | Spacewatch          |
| 207360 –            | 2005 JD138          | 13 mai 2005       | Kitt Peak          | Spacewatch          |
| 207361 –            | 2005 JW145          | 12 mai 2005       | Mount Lemmon       | Mount Lemmon Survey |
| 207362 –            | 2005 JE147          | 15 mai 2005       | Palomar            | NEAT                |
| 207363 –            | 2005 JE148          | 15 mai 2005       | Palomar            | NEAT                |
| 207364 –            | 2005 JR162          | 8 mai 2005        | Kitt Peak          | Spacewatch          |
| 207365 –            | 2005 JJ163          | 8 mai 2005        | Siding Spring      | SSS                 |
| 207366 –            | 2005 KA8            | 20 mai 2005       | Mount Lemmon       | Mount Lemmon Survey |
| 207367 –            | 2005 LR2            | 2 iunie 2005      | Catalina           | CSS                 |
| 207368 –            | 2005 LG10           | 3 iunie 2005      | Kitt Peak          | Spacewatch          |
| 207369 –            | 2005 LL11           | 3 iunie 2005      | Kitt Peak          | Spacewatch          |
| 207370 –            | 2005 LZ16           | 6 iunie 2005      | Kitt Peak          | Spacewatch          |
| 207371 –            | 2005 LJ33           | 10 iunie 2005     | Kitt Peak          | Spacewatch          |
| 207372 –            | 2005 LB36           | 12 iunie 2005     | Mount Lemmon       | Mount Lemmon Survey |
| 207373 –            | 2005 LB39           | 11 iunie 2005     | Kitt Peak          | Spacewatch          |
| 207374 –            | 2005 LJ42           | 13 iunie 2005     | Mount Lemmon       | Mount Lemmon Survey |
| 207375 –            | 2005 MC14           | 28 iunie 2005     | Kitt Peak          | Spacewatch          |
| 207376 –            | 2005 MR41           | 30 iunie 2005     | Kitt Peak          | Spacewatch          |
| 207377 –            | 2005 NG18           | 4 iulie 2005      | Mount Lemmon       | Mount Lemmon Survey |
| 207378 –            | 2005 NE28           | 5 iulie 2005      | Palomar            | NEAT                |
| 207379 –            | 2005 NJ38           | 6 iulie 2005      | Kitt Peak          | Spacewatch          |
| 207380 –            | 2005 OH7            | 28 iulie 2005     | Palomar            | NEAT                |
| 207381 –            | 2005 QW7            | 24 august 2005    | Palomar            | NEAT                |
| 207382 –            | 2005 QU28           | 28 august 2005    | Drebach            | J. Kandler          |
| 207383 –            | 2005 QT123          | 28 august 2005    | Kitt Peak          | Spacewatch          |
| 207384 –            | 2005 QO173          | 29 august 2005    | Palomar            | NEAT                |
| 207385 Maxou        | 2005 RU4            | 4 septembrie 2005 | Marly              | P. Kocher           |
| 207386 –            | 2005 TN105          | 8 octombrie 2005  | Catalina           | CSS                 |
| 207387 –            | 2005 TT127          | 7 octombrie 2005  | Kitt Peak          | Spacewatch          |
| 207388 –            | 2005 TT170          | 12 octombrie 2005 | Kitt Peak          | Spacewatch          |
| 207389 –            | 2005 VK7            | 12 noiembrie 2005 | Socorro            | LINEAR              |
| 207390 –            | 2005 VJ99           | 11 noiembrie 2005 | Socorro            | LINEAR              |
| 207391 –            | 2005 WT3            | 22 noiembrie 2005 | Socorro            | LINEAR              |
| 207392 –            | 2005 WO54           | 25 noiembrie 2005 | Kitt Peak          | Spacewatch          |
| 207393 –            | 2005 WM56           | 22 noiembrie 2005 | Kitt Peak          | Spacewatch          |
| 207394 –            | 2005 XL101          | 1 decembrie 2005  | Kitt Peak          | M. W. Buie          |
| 207395 –            | 2005 YW118          | 26 decembrie 2005 | Mount Lemmon       | Mount Lemmon Survey |
| 207396 –            | 2005 YE254          | 29 decembrie 2005 | Kitt Peak          | Spacewatch          |
| 207397 –            | 2005 YZ273          | 30 decembrie 2005 | Mount Lemmon       | Mount Lemmon Survey |
| 207398 –            | 2006 AS2            | 5 ianuarie 2006   | Mount Lemmon       | Mount Lemmon Survey |
| 207399 –            | 2006 AG40           | 7 ianuarie 2006   | Mount Lemmon       | Mount Lemmon Survey |
| 207400 –            | 2006 BN53           | 25 ianuarie 2006  | Kitt Peak          | Spacewatch          |

## 207401–207500
| Denumire | Denumire provizorie | Data descoperirii | Locul descoperirii | Descoperitor(i)     |
| -------- | ------------------- | ----------------- | ------------------ | ------------------- |
| 207401 – | 2006 BE62           | 22 ianuarie 2006  | Catalina           | CSS                 |
| 207402 – | 2006 BR80           | 23 ianuarie 2006  | Kitt Peak          | Spacewatch          |
| 207403 – | 2006 BB83           | 24 ianuarie 2006  | Socorro            | LINEAR              |
| 207404 – | 2006 BU91           | 26 ianuarie 2006  | Kitt Peak          | Spacewatch          |
| 207405 – | 2006 BP103          | 23 ianuarie 2006  | Mount Lemmon       | Mount Lemmon Survey |
| 207406 – | 2006 BG147          | 26 ianuarie 2006  | Mount Lemmon       | Mount Lemmon Survey |
| 207407 – | 2006 BZ168          | 26 ianuarie 2006  | Mount Lemmon       | Mount Lemmon Survey |
| 207408 – | 2006 BY172          | 27 ianuarie 2006  | Kitt Peak          | Spacewatch          |
| 207409 – | 2006 BD213          | 30 ianuarie 2006  | Bergisch Gladbach  | W. Bickel           |
| 207410 – | 2006 BC252          | 31 ianuarie 2006  | Kitt Peak          | Spacewatch          |
| 207411 – | 2006 BH267          | 26 ianuarie 2006  | Anderson Mesa      | LONEOS              |
| 207412 – | 2006 BM275          | 31 ianuarie 2006  | Mount Lemmon       | Mount Lemmon Survey |
| 207413 – | 2006 DF4            | 20 februarie 2006 | Catalina           | CSS                 |
| 207414 – | 2006 DG27           | 20 februarie 2006 | Kitt Peak          | Spacewatch          |
| 207415 – | 2006 DY33           | 20 februarie 2006 | Kitt Peak          | Spacewatch          |
| 207416 – | 2006 DC34           | 20 februarie 2006 | Kitt Peak          | Spacewatch          |
| 207417 – | 2006 DA44           | 20 februarie 2006 | Kitt Peak          | Spacewatch          |
| 207418 – | 2006 DM54           | 24 februarie 2006 | Kitt Peak          | Spacewatch          |
| 207419 – | 2006 DG59           | 24 februarie 2006 | Mount Lemmon       | Mount Lemmon Survey |
| 207420 – | 2006 DR65           | 21 februarie 2006 | Anderson Mesa      | LONEOS              |
| 207421 – | 2006 DK79           | 24 februarie 2006 | Kitt Peak          | Spacewatch          |
| 207422 – | 2006 DM82           | 24 februarie 2006 | Kitt Peak          | Spacewatch          |
| 207423 – | 2006 DH84           | 24 februarie 2006 | Kitt Peak          | Spacewatch          |
| 207424 – | 2006 DG94           | 24 februarie 2006 | Kitt Peak          | Spacewatch          |
| 207425 – | 2006 DA97           | 24 februarie 2006 | Mount Lemmon       | Mount Lemmon Survey |
| 207426 – | 2006 DG102          | 25 februarie 2006 | Kitt Peak          | Spacewatch          |
| 207427 – | 2006 DA104          | 25 februarie 2006 | Mount Lemmon       | Mount Lemmon Survey |
| 207428 – | 2006 DF105          | 25 februarie 2006 | Mount Lemmon       | Mount Lemmon Survey |
| 207429 – | 2006 DY105          | 25 februarie 2006 | Mount Lemmon       | Mount Lemmon Survey |
| 207430 – | 2006 DT114          | 27 februarie 2006 | Kitt Peak          | Spacewatch          |
| 207431 – | 2006 DS145          | 25 februarie 2006 | Mount Lemmon       | Mount Lemmon Survey |
| 207432 – | 2006 DE187          | 27 februarie 2006 | Kitt Peak          | Spacewatch          |
| 207433 – | 2006 DG190          | 27 februarie 2006 | Kitt Peak          | Spacewatch          |
| 207434 – | 2006 DR192          | 27 februarie 2006 | Kitt Peak          | Spacewatch          |
| 207435 – | 2006 DA199          | 28 februarie 2006 | Socorro            | LINEAR              |
| 207436 – | 2006 DB208          | 25 februarie 2006 | Kitt Peak          | Spacewatch          |
| 207437 – | 2006 DH209          | 27 februarie 2006 | Kitt Peak          | Spacewatch          |
| 207438 – | 2006 DQ214          | 21 februarie 2006 | Mount Lemmon       | Mount Lemmon Survey |
| 207439 – | 2006 EG1            | 5 martie 2006     | Mount Lemmon       | Mount Lemmon Survey |
| 207440 – | 2006 EW5            | 2 martie 2006     | Kitt Peak          | Spacewatch          |
| 207441 – | 2006 ED16           | 2 martie 2006     | Kitt Peak          | Spacewatch          |
| 207442 – | 2006 EF16           | 2 martie 2006     | Kitt Peak          | Spacewatch          |
| 207443 – | 2006 EQ23           | 3 martie 2006     | Kitt Peak          | Spacewatch          |
| 207444 – | 2006 EG31           | 3 martie 2006     | Kitt Peak          | Spacewatch          |
| 207445 – | 2006 EU45           | 3 martie 2006     | Kitt Peak          | Spacewatch          |
| 207446 – | 2006 EC63           | 5 martie 2006     | Kitt Peak          | Spacewatch          |
| 207447 – | 2006 EX65           | 5 martie 2006     | Kitt Peak          | Spacewatch          |
| 207448 – | 2006 FV12           | 23 martie 2006    | Kitt Peak          | Spacewatch          |
| 207449 – | 2006 FR17           | 23 martie 2006    | Kitt Peak          | Spacewatch          |
| 207450 – | 2006 FZ23           | 24 martie 2006    | Kitt Peak          | Spacewatch          |
| 207451 – | 2006 FH34           | 24 martie 2006    | Catalina           | CSS                 |
| 207452 – | 2006 FV36           | 23 martie 2006    | Socorro            | LINEAR              |
| 207453 – | 2006 FH37           | 24 martie 2006    | Socorro            | LINEAR              |
| 207454 – | 2006 FU40           | 26 martie 2006    | Mount Lemmon       | Mount Lemmon Survey |
| 207455 – | 2006 GV4            | 2 aprilie 2006    | Kitt Peak          | Spacewatch          |
| 207456 – | 2006 GZ6            | 2 aprilie 2006    | Kitt Peak          | Spacewatch          |
| 207457 – | 2006 GQ9            | 2 aprilie 2006    | Kitt Peak          | Spacewatch          |
| 207458 – | 2006 GG15           | 2 aprilie 2006    | Kitt Peak          | Spacewatch          |
| 207459 – | 2006 GJ19           | 2 aprilie 2006    | Kitt Peak          | Spacewatch          |
| 207460 – | 2006 GX32           | 7 aprilie 2006    | Kitt Peak          | Spacewatch          |
| 207461 – | 2006 GG36           | 7 aprilie 2006    | Anderson Mesa      | LONEOS              |
| 207462 – | 2006 GG37           | 8 aprilie 2006    | Mount Lemmon       | Mount Lemmon Survey |
| 207463 – | 2006 GW38           | 6 aprilie 2006    | Siding Spring      | SSS                 |
| 207464 – | 2006 GH40           | 6 aprilie 2006    | Socorro            | LINEAR              |
| 207465 – | 2006 GN41           | 7 aprilie 2006    | Catalina           | CSS                 |
| 207466 – | 2006 GH42           | 9 aprilie 2006    | Socorro            | LINEAR              |
| 207467 – | 2006 GL43           | 2 aprilie 2006    | Kitt Peak          | Spacewatch          |
| 207468 – | 2006 GE46           | 8 aprilie 2006    | Kitt Peak          | Spacewatch          |
| 207469 – | 2006 GK49           | 6 aprilie 2006    | Socorro            | LINEAR              |
| 207470 – | 2006 HZ3            | 18 aprilie 2006   | Palomar            | NEAT                |
| 207471 – | 2006 HL6            | 18 aprilie 2006   | Anderson Mesa      | LONEOS              |
| 207472 – | 2006 HT6            | 18 aprilie 2006   | Anderson Mesa      | LONEOS              |
| 207473 – | 2006 HU13           | 19 aprilie 2006   | Palomar            | NEAT                |
| 207474 – | 2006 HP16           | 20 aprilie 2006   | Kitt Peak          | Spacewatch          |
| 207475 – | 2006 HS20           | 19 aprilie 2006   | Mount Lemmon       | Mount Lemmon Survey |
| 207476 – | 2006 HJ22           | 20 aprilie 2006   | Kitt Peak          | Spacewatch          |
| 207477 – | 2006 HK23           | 20 aprilie 2006   | Kitt Peak          | Spacewatch          |
| 207478 – | 2006 HD25           | 20 aprilie 2006   | Catalina           | CSS                 |
| 207479 – | 2006 HL27           | 20 aprilie 2006   | Mount Lemmon       | Mount Lemmon Survey |
| 207480 – | 2006 HC29           | 21 aprilie 2006   | Catalina           | CSS                 |
| 207481 – | 2006 HC31           | 24 aprilie 2006   | Piszkéstető        | K. Sárneczky        |
| 207482 – | 2006 HN31           | 18 aprilie 2006   | Palomar            | NEAT                |
| 207483 – | 2006 HD41           | 21 aprilie 2006   | Kitt Peak          | Spacewatch          |
| 207484 – | 2006 HY42           | 24 aprilie 2006   | Mount Lemmon       | Mount Lemmon Survey |
| 207485 – | 2006 HN46           | 19 aprilie 2006   | Catalina           | CSS                 |
| 207486 – | 2006 HE48           | 24 aprilie 2006   | Kitt Peak          | Spacewatch          |
| 207487 – | 2006 HS51           | 26 aprilie 2006   | Reedy Creek        | J. Broughton        |
| 207488 – | 2006 HV51           | 26 aprilie 2006   | Reedy Creek        | J. Broughton        |
| 207489 – | 2006 HT53           | 19 aprilie 2006   | Catalina           | CSS                 |
| 207490 – | 2006 HC54           | 20 aprilie 2006   | Catalina           | CSS                 |
| 207491 – | 2006 HS59           | 24 aprilie 2006   | Socorro            | LINEAR              |
| 207492 – | 2006 HT61           | 24 aprilie 2006   | Kitt Peak          | Spacewatch          |
| 207493 – | 2006 HG66           | 24 aprilie 2006   | Kitt Peak          | Spacewatch          |
| 207494 – | 2006 HV68           | 24 aprilie 2006   | Kitt Peak          | Spacewatch          |
| 207495 – | 2006 HK72           | 25 aprilie 2006   | Kitt Peak          | Spacewatch          |
| 207496 – | 2006 HU78           | 26 aprilie 2006   | Kitt Peak          | Spacewatch          |
| 207497 – | 2006 HO90           | 26 aprilie 2006   | Kitt Peak          | Spacewatch          |
| 207498 – | 2006 HH98           | 30 aprilie 2006   | Kitt Peak          | Spacewatch          |
| 207499 – | 2006 HW108          | 30 aprilie 2006   | Catalina           | CSS                 |
| 207500 – | 2006 HC111          | 19 aprilie 2006   | Catalina           | CSS                 |

## 207501–207600
| Denumire       | Denumire provizorie | Data descoperirii | Locul descoperirii   | Descoperitor(i)     |
| -------------- | ------------------- | ----------------- | -------------------- | ------------------- |
| 207501 –       | 2006 HQ111          | 29 aprilie 2006   | Siding Spring        | SSS                 |
| 207502 –       | 2006 HZ111          | 30 aprilie 2006   | Catalina             | CSS                 |
| 207503 –       | 2006 HY120          | 30 aprilie 2006   | Kitt Peak            | Spacewatch          |
| 207504 –       | 2006 HK152          | 25 aprilie 2006   | Piszkéstető          | K. Sárneczky        |
| 207505 –       | 2006 JU1            | 1 mai 2006        | Socorro              | LINEAR              |
| 207506 –       | 2006 JU4            | 2 mai 2006        | Mount Lemmon         | Mount Lemmon Survey |
| 207507 –       | 2006 JX5            | 3 mai 2006        | Mount Lemmon         | Mount Lemmon Survey |
| 207508 –       | 2006 JA12           | 1 mai 2006        | Kitt Peak            | Spacewatch          |
| 207509 –       | 2006 JP12           | 1 mai 2006        | Kitt Peak            | Spacewatch          |
| 207510 –       | 2006 JF14           | 4 mai 2006        | Mount Lemmon         | Mount Lemmon Survey |
| 207511 –       | 2006 JT16           | 2 mai 2006        | Kitt Peak            | Spacewatch          |
| 207512 –       | 2006 JU17           | 2 mai 2006        | Mount Lemmon         | Mount Lemmon Survey |
| 207513 –       | 2006 JO28           | 3 mai 2006        | Kitt Peak            | Spacewatch          |
| 207514 –       | 2006 JD29           | 3 mai 2006        | Kitt Peak            | Spacewatch          |
| 207515 –       | 2006 JO30           | 3 mai 2006        | Kitt Peak            | Spacewatch          |
| 207516 –       | 2006 JE34           | 4 mai 2006        | Kitt Peak            | Spacewatch          |
| 207517 –       | 2006 JN34           | 4 mai 2006        | Kitt Peak            | Spacewatch          |
| 207518 –       | 2006 JC36           | 4 mai 2006        | Kitt Peak            | Spacewatch          |
| 207519 –       | 2006 JR40           | 7 mai 2006        | Kitt Peak            | Spacewatch          |
| 207520 –       | 2006 JH45           | 7 mai 2006        | Mount Lemmon         | Mount Lemmon Survey |
| 207521 –       | 2006 JD49           | 1 mai 2006        | Junk Bond            | D. Healy            |
| 207522 –       | 2006 JB54           | 7 mai 2006        | Mount Lemmon         | Mount Lemmon Survey |
| 207523 –       | 2006 JE54           | 7 mai 2006        | Mount Lemmon         | Mount Lemmon Survey |
| 207524 –       | 2006 JV79           | 9 mai 2006        | Mount Lemmon         | Mount Lemmon Survey |
| 207525 –       | 2006 JW79           | 6 mai 2006        | Mount Lemmon         | Mount Lemmon Survey |
| 207526 –       | 2006 JP80           | 8 mai 2006        | Mount Lemmon         | Mount Lemmon Survey |
| 207527 –       | 2006 KF             | 16 mai 2006       | Palomar              | NEAT                |
| 207528 –       | 2006 KJ2            | 18 mai 2006       | Palomar              | NEAT                |
| 207529 –       | 2006 KB4            | 19 mai 2006       | Anderson Mesa        | LONEOS              |
| 207530 –       | 2006 KT11           | 19 mai 2006       | Palomar              | NEAT                |
| 207531 –       | 2006 KQ13           | 20 mai 2006       | Palomar              | NEAT                |
| 207532 –       | 2006 KU21           | 19 mai 2006       | Mount Lemmon         | Mount Lemmon Survey |
| 207533 –       | 2006 KM23           | 16 mai 2006       | Siding Spring        | SSS                 |
| 207534 –       | 2006 KZ25           | 20 mai 2006       | Kitt Peak            | Spacewatch          |
| 207535 –       | 2006 KP32           | 20 mai 2006       | Kitt Peak            | Spacewatch          |
| 207536 –       | 2006 KE38           | 16 mai 2006       | Siding Spring        | SSS                 |
| 207537 –       | 2006 KF39           | 18 mai 2006       | Palomar              | NEAT                |
| 207538 –       | 2006 KM52           | 21 mai 2006       | Kitt Peak            | Spacewatch          |
| 207539 –       | 2006 KR54           | 21 mai 2006       | Kitt Peak            | Spacewatch          |
| 207540 –       | 2006 KD56           | 21 mai 2006       | Siding Spring        | SSS                 |
| 207541 –       | 2006 KT57           | 22 mai 2006       | Kitt Peak            | Spacewatch          |
| 207542 –       | 2006 KW57           | 22 mai 2006       | Kitt Peak            | Spacewatch          |
| 207543 –       | 2006 KK61           | 22 mai 2006       | Kitt Peak            | Spacewatch          |
| 207544 –       | 2006 KX90           | 24 mai 2006       | Palomar              | NEAT                |
| 207545 –       | 2006 KK120          | 31 mai 2006       | Kitt Peak            | Spacewatch          |
| 207546 –       | 2006 LL             | 1 iunie 2006      | Mount Lemmon         | Mount Lemmon Survey |
| 207547 Charito | 2006 LO             | 2 iunie 2006      | La Cañada            | J. Lacruz           |
| 207548         | 2006 LZ             | 4 iunie 2006      | Wrightwood           | J. W. Young         |
| 207549 –       | 2006 LR1            | 5 iunie 2006      | Socorro              | LINEAR              |
| 207550 –       | 2006 LM2            | 2 iunie 2006      | Mount Lemmon         | Mount Lemmon Survey |
| 207551 –       | 2006 LS3            | 15 iunie 2006     | Kitt Peak            | Spacewatch          |
| 207552 –       | 2006 LL4            | 10 iunie 2006     | Palomar              | NEAT                |
| 207553 –       | 2006 LU4            | 6 iunie 2006      | Siding Spring        | SSS                 |
| 207554 –       | 2006 LZ4            | 14 iunie 2006     | Palomar              | NEAT                |
| 207555 –       | 2006 LS5            | 4 iunie 2006      | Socorro              | LINEAR              |
| 207556 –       | 2006 LU5            | 3 iunie 2006      | Mount Lemmon         | Mount Lemmon Survey |
| 207557 –       | 2006 MS7            | 18 iunie 2006     | Kitt Peak            | Spacewatch          |
| 207558 –       | 2006 MU7            | 18 iunie 2006     | Kitt Peak            | Spacewatch          |
| 207559 –       | 2006 OQ1            | 17 iulie 2006     | Reedy Creek          | J. Broughton        |
| 207560 –       | 2006 OU7            | 19 iulie 2006     | Palomar              | NEAT                |
| 207561 –       | 2006 OU12           | 19 iulie 2006     | Palomar              | NEAT                |
| 207562 –       | 2006 OW15           | 30 iulie 2006     | Eskridge             | Eskridge            |
| 207563 –       | 2006 PC             | 1 august 2006     | Vallemare di Borbona | V. S. Casulli       |
| 207564 –       | 2006 PZ             | 13 august 2006    | Dax                  | Dax                 |
| 207565 –       | 2006 PM1            | 10 august 2006    | Palomar              | NEAT                |
| 207566 –       | 2006 PQ2            | 12 august 2006    | Palomar              | NEAT                |
| 207567 –       | 2006 PN4            | 14 august 2006    | Hibiscus             | S. F. Hönig         |
| 207568 –       | 2006 PW6            | 12 august 2006    | Palomar              | NEAT                |
| 207569 –       | 2006 PP8            | 13 august 2006    | Palomar              | NEAT                |
| 207570 –       | 2006 PQ12           | 13 august 2006    | Palomar              | NEAT                |
| 207571 –       | 2006 PY13           | 14 august 2006    | Siding Spring        | SSS                 |
| 207572 –       | 2006 PQ16           | 15 august 2006    | Palomar              | NEAT                |
| 207573 –       | 2006 PP19           | 13 august 2006    | Palomar              | NEAT                |
| 207574 –       | 2006 PZ21           | 15 august 2006    | Palomar              | NEAT                |
| 207575 –       | 2006 PN23           | 12 august 2006    | Palomar              | NEAT                |
| 207576 –       | 2006 PB31           | 13 august 2006    | Palomar              | NEAT                |
| 207577 –       | 2006 PF31           | 13 august 2006    | Palomar              | NEAT                |
| 207578 –       | 2006 PK43           | 13 august 2006    | Palomar              | NEAT                |
| 207579 –       | 2006 QM2            | 17 august 2006    | Palomar              | NEAT                |
| 207580 –       | 2006 QX2            | 17 august 2006    | Palomar              | NEAT                |
| 207581 –       | 2006 QY7            | 19 august 2006    | Kitt Peak            | Spacewatch          |
| 207582 –       | 2006 QE9            | 19 august 2006    | Kitt Peak            | Spacewatch          |
| 207583 –       | 2006 QF15           | 17 august 2006    | Palomar              | NEAT                |
| 207584 –       | 2006 QF23           | 20 august 2006    | Palomar              | NEAT                |
| 207585 Lubar   | 2006 QA24           | 17 august 2006    | Andrushivka          | Andrushivka         |
| 207586 –       | 2006 QA27           | 19 august 2006    | Kitt Peak            | Spacewatch          |
| 207587 –       | 2006 QR38           | 18 august 2006    | Anderson Mesa        | LONEOS              |
| 207588 –       | 2006 QD52           | 23 august 2006    | Palomar              | NEAT                |
| 207589 –       | 2006 QQ54           | 17 august 2006    | Palomar              | NEAT                |
| 207590 –       | 2006 QC56           | 19 august 2006    | Kitt Peak            | Spacewatch          |
| 207591 –       | 2006 QH56           | 19 august 2006    | Kitt Peak            | Spacewatch          |
| 207592 –       | 2006 QT57           | 24 august 2006    | Socorro              | LINEAR              |
| 207593 –       | 2006 QG59           | 19 august 2006    | Anderson Mesa        | LONEOS              |
| 207594 –       | 2006 QX76           | 21 august 2006    | Palomar              | NEAT                |
| 207595 –       | 2006 QL79           | 24 august 2006    | Eskridge             | Eskridge            |
| 207596 –       | 2006 QZ81           | 24 august 2006    | Palomar              | NEAT                |
| 207597 –       | 2006 QU82           | 27 august 2006    | Kitt Peak            | Spacewatch          |
| 207598 –       | 2006 QQ88           | 27 august 2006    | Kitt Peak            | Spacewatch          |
| 207599 –       | 2006 QF91           | 16 august 2006    | Palomar              | NEAT                |
| 207600 –       | 2006 QG93           | 16 august 2006    | Palomar              | NEAT                |

## 207601–207700
| Denumire           | Denumire provizorie | Data descoperirii  | Locul descoperirii | Descoperitor(i)        |
| ------------------ | ------------------- | ------------------ | ------------------ | ---------------------- |
| 207601 –           | 2006 QQ99           | 24 august 2006     | Palomar            | NEAT                   |
| 207602 –           | 2006 QU105          | 28 august 2006     | Catalina           | CSS                    |
| 207603 –           | 2006 QD111          | 27 august 2006     | Lulin Observatory  | H.-C. Lin, Q.-z. Ye    |
| 207604 –           | 2006 QW111          | 22 august 2006     | Palomar            | NEAT                   |
| 207605 –           | 2006 QY113          | 25 august 2006     | Socorro            | LINEAR                 |
| 207606 –           | 2006 QK122          | 29 august 2006     | Catalina           | CSS                    |
| 207607 –           | 2006 QG130          | 19 august 2006     | Palomar            | NEAT                   |
| 207608 –           | 2006 QA140          | 18 august 2006     | Palomar            | NEAT                   |
| 207609 –           | 2006 QA142          | 18 august 2006     | Palomar            | NEAT                   |
| 207610 –           | 2006 QS155          | 19 august 2006     | Kitt Peak          | Spacewatch             |
| 207611 –           | 2006 QE157          | 19 august 2006     | Kitt Peak          | Spacewatch             |
| 207612 –           | 2006 QQ162          | 21 august 2006     | Kitt Peak          | Spacewatch             |
| 207613 –           | 2006 RK9            | 13 septembrie 2006 | Palomar            | NEAT                   |
| 207614 –           | 2006 RU13           | 14 septembrie 2006 | Kitt Peak          | Spacewatch             |
| 207615 –           | 2006 RK15           | 14 septembrie 2006 | Palomar            | NEAT                   |
| 207616 –           | 2006 RX33           | 12 septembrie 2006 | Catalina           | CSS                    |
| 207617 –           | 2006 RJ43           | 14 septembrie 2006 | Kitt Peak          | Spacewatch             |
| 207618 –           | 2006 RF45           | 14 septembrie 2006 | Kitt Peak          | Spacewatch             |
| 207619 –           | 2006 RU60           | 14 septembrie 2006 | Palomar            | NEAT                   |
| 207620 –           | 2006 RK74           | 15 septembrie 2006 | Kitt Peak          | Spacewatch             |
| 207621 –           | 2006 RK81           | 15 septembrie 2006 | Kitt Peak          | Spacewatch             |
| 207622 –           | 2006 RT121          | 15 septembrie 2006 | Kitt Peak          | Spacewatch             |
| 207623 –           | 2006 SK5            | 16 septembrie 2006 | Palomar            | NEAT                   |
| 207624 –           | 2006 SY14           | 17 septembrie 2006 | Catalina           | CSS                    |
| 207625 –           | 2006 SB45           | 18 septembrie 2006 | Kitt Peak          | Spacewatch             |
| 207626 –           | 2006 SP56           | 20 septembrie 2006 | Catalina           | CSS                    |
| 207627 –           | 2006 SA93           | 18 septembrie 2006 | Kitt Peak          | Spacewatch             |
| 207628 –           | 2006 SK111          | 22 septembrie 2006 | Socorro            | LINEAR                 |
| 207629 –           | 2006 SS144          | 19 septembrie 2006 | Kitt Peak          | Spacewatch             |
| 207630 –           | 2006 SV167          | 25 septembrie 2006 | Kitt Peak          | Spacewatch             |
| 207631 –           | 2006 SP225          | 26 septembrie 2006 | Mount Lemmon       | Mount Lemmon Survey    |
| 207632 –           | 2006 SE299          | 26 septembrie 2006 | Socorro            | LINEAR                 |
| 207633 –           | 2006 SV339          | 28 septembrie 2006 | Kitt Peak          | Spacewatch             |
| 207634 –           | 2006 SN350          | 30 septembrie 2006 | Catalina           | CSS                    |
| 207635 –           | 2006 SS390          | 16 septembrie 2006 | Kitt Peak          | Spacewatch             |
| 207636 –           | 2006 SQ394          | 26 septembrie 2006 | Catalina           | CSS                    |
| 207637 –           | 2006 TE24           | 12 octombrie 2006  | Kitt Peak          | Spacewatch             |
| 207638 –           | 2006 TJ32           | 12 octombrie 2006  | Kitt Peak          | Spacewatch             |
| 207639 –           | 2006 TN123          | 2 octombrie 2006   | Kitt Peak          | Spacewatch             |
| 207640 –           | 2006 UV22           | 16 octombrie 2006  | Mount Lemmon       | Mount Lemmon Survey    |
| 207641 –           | 2006 UK46           | 16 octombrie 2006  | Kitt Peak          | Spacewatch             |
| 207642 –           | 2006 UC180          | 16 octombrie 2006  | Catalina           | CSS                    |
| 207643 –           | 2006 UW181          | 16 octombrie 2006  | Catalina           | CSS                    |
| 207644 –           | 2006 UW322          | 17 octombrie 2006  | Kitt Peak          | Spacewatch             |
| 207645 –           | 2007 HB33           | 19 aprilie 2007    | Mount Lemmon       | Mount Lemmon Survey    |
| 207646 –           | 2007 HJ50           | 20 aprilie 2007    | Kitt Peak          | Spacewatch             |
| 207647 –           | 2007 KQ8            | 22 mai 2007        | Siding Spring      | SSS                    |
| 207648 –           | 2007 LP18           | 14 iunie 2007      | Anderson Mesa      | LONEOS                 |
| 207649 –           | 2007 MX5            | 17 iunie 2007      | Kitt Peak          | Spacewatch             |
| 207650 –           | 2007 MM8            | 18 iunie 2007      | Kitt Peak          | Spacewatch             |
| 207651 –           | 2007 MV13           | 19 iunie 2007      | Kitt Peak          | Spacewatch             |
| 207652 –           | 2007 OQ3            | 18 iulie 2007      | Chante-Perdrix     | Chante-Perdrix         |
| 207653 –           | 2007 OS3            | 18 iulie 2007      | Andrushivka        | Andrushivka            |
| 207654 –           | 2007 OF7            | 24 iulie 2007      | Reedy Creek        | J. Broughton           |
| 207655 –           | 2007 OE8            | 25 iulie 2007      | Lulin Observatory  | LUSS                   |
| 207656 –           | 2007 OG10           | 25 iulie 2007      | Lulin Observatory  | LUSS                   |
| 207657 Mangiantini | 2007 PA             | 1 august 2007      | San Marcello       | San Marcello           |
| 207658 –           | 2007 PY             | 4 august 2007      | Reedy Creek        | J. Broughton           |
| 207659 –           | 2007 PV1            | 6 august 2007      | Reedy Creek        | J. Broughton           |
| 207660 –           | 2007 PA2            | 7 august 2007      | Eskridge]]         | Eskridge               |
| 207661 –           | 2007 PR5            | 6 august 2007      | Lulin Observatory  | LUSS                   |
| 207662 –           | 2007 PG7            | 5 august 2007      | Socorro            | LINEAR                 |
| 207663 –           | 2007 PV7            | 9 august 2007      | Reedy Creek        | J. Broughton           |
| 207664 –           | 2007 PJ8            | 10 august 2007     | Reedy Creek        | J. Broughton           |
| 207665 –           | 2007 PK8            | 10 august 2007     | Reedy Creek        | J. Broughton           |
| 207666 Habibula    | 2007 PA11           | 11 august 2007     | Saint-Sulpice      | B. Christophe          |
| 207667 –           | 2007 PW18           | 9 august 2007      | Socorro            | LINEAR                 |
| 207668 –           | 2007 PX18           | 9 august 2007      | Socorro            | LINEAR                 |
| 207669 –           | 2007 PF20           | 9 august 2007      | Socorro            | LINEAR                 |
| 207670 –           | 2007 PH20           | 9 august 2007      | Socorro            | LINEAR                 |
| 207671 –           | 2007 PJ20           | 9 august 2007      | Socorro            | LINEAR                 |
| 207672 –           | 2007 PD22           | 10 august 2007     | Kitt Peak          | Spacewatch             |
| 207673 –           | 2007 PQ26           | 13 august 2007     | Socorro            | LINEAR                 |
| 207674 –           | 2007 PV29           | 8 august 2007      | Socorro            | LINEAR                 |
| 207675 –           | 2007 PC33           | 9 august 2007      | Socorro            | LINEAR                 |
| 207676 –           | 2007 PE33           | 9 august 2007      | Socorro            | LINEAR                 |
| 207677 –           | 2007 PE37           | 13 august 2007     | Socorro            | LINEAR                 |
| 207678 –           | 2007 PH42           | 11 august 2007     | Anderson Mesa      | LONEOS                 |
| 207679 –           | 2007 PV42           | 9 august 2007      | Socorro            | LINEAR                 |
| 207680 –           | 2007 PY46           | 10 august 2007     | Kitt Peak          | Spacewatch             |
| 207681 Caiqiao     | 2007 QO             | 16 august 2007     | XuYi               | PMO NEO Survey Program |
| 207682 –           | 2007 QX             | 17 august 2007     | Bisei SG Center    | BATTeRS                |
| 207683 –           | 2007 QJ10           | 23 august 2007     | Kitt Peak          | Spacewatch             |
| 207684 –           | 2007 QP12           | 16 august 2007     | Cerro Burek        | Cerro Burek            |
| 207685 –           | 2007 QX12           | 23 august 2007     | Kitt Peak          | Spacewatch             |
| 207686 –           | 2007 RX2            | 3 septembrie 2007  | Catalina           | CSS                    |
| 207687 Senckenberg | 2007 RZ15           | 12 septembrie 2007 | Taunus             | Taunus                 |
| 207688 –           | 2007 RQ16           | 11 septembrie 2007 | Goodricke-Pigott   | R. A. Tucker           |
| 207689 –           | 2007 RR18           | 12 septembrie 2007 | Chante-Perdrix     | Chante-Perdrix         |
| 207690             | 2007 RE19           | 14 septembrie 2007 | Wrightwood         | J. W. Young            |
| 207691 –           | 2007 RS23           | 3 septembrie 2007  | Catalina           | CSS                    |
| 207692 –           | 2007 RU27           | 4 septembrie 2007  | Catalina           | CSS                    |
| 207693 –           | 2007 RC34           | 5 septembrie 2007  | Anderson Mesa      | LONEOS                 |
| 207694 –           | 2007 RB38           | 8 septembrie 2007  | Anderson Mesa      | LONEOS                 |
| 207695 Olgakopyl   | 2007 RO39           | 8 septembrie 2007  | Andrushivka        | Andrushivka            |
| 207696 –           | 2007 RO55           | 9 septembrie 2007  | Kitt Peak          | Spacewatch             |
| 207697 –           | 2007 RF58           | 9 septembrie 2007  | Anderson Mesa      | LONEOS                 |
| 207698 –           | 2007 RG58           | 9 septembrie 2007  | Anderson Mesa      | LONEOS                 |
| 207699 –           | 2007 RB59           | 10 septembrie 2007 | Kitt Peak          | Spacewatch             |
| 207700 –           | 2007 RJ70           | 10 septembrie 2007 | Kitt Peak          | Spacewatch             |

## 207701–207800
| Denumire         | Denumire provizorie | Data descoperirii  | Locul descoperirii | Descoperitor(i)        |
| ---------------- | ------------------- | ------------------ | ------------------ | ---------------------- |
| 207701 –         | 2007 RL70           | 10 septembrie 2007 | Kitt Peak          | Spacewatch             |
| 207702 –         | 2007 RN71           | 10 septembrie 2007 | Kitt Peak          | Spacewatch             |
| 207703 –         | 2007 RH76           | 10 septembrie 2007 | Mount Lemmon       | Mount Lemmon Survey    |
| 207704 –         | 2007 RT83           | 10 septembrie 2007 | Mount Lemmon       | Mount Lemmon Survey    |
| 207705 –         | 2007 RF84           | 10 septembrie 2007 | Catalina           | CSS                    |
| 207706 –         | 2007 RN87           | 10 septembrie 2007 | Mount Lemmon       | Mount Lemmon Survey    |
| 207707 –         | 2007 RB92           | 10 septembrie 2007 | Kitt Peak          | Spacewatch             |
| 207708 –         | 2007 RU94           | 10 septembrie 2007 | Kitt Peak          | Spacewatch             |
| 207709 –         | 2007 RU98           | 10 septembrie 2007 | Kitt Peak          | Spacewatch             |
| 207710 –         | 2007 RR102          | 11 septembrie 2007 | Mount Lemmon       | Mount Lemmon Survey    |
| 207711 –         | 2007 RQ104          | 11 septembrie 2007 | Mount Lemmon       | Mount Lemmon Survey    |
| 207712 –         | 2007 RA106          | 11 septembrie 2007 | Catalina           | CSS                    |
| 207713 –         | 2007 RN109          | 11 septembrie 2007 | Kitt Peak          | Spacewatch             |
| 207714 –         | 2007 RN118          | 11 septembrie 2007 | Mount Lemmon       | Mount Lemmon Survey    |
| 207715 –         | 2007 RC119          | 11 septembrie 2007 | XuYi               | PMO NEO Survey Program |
| 207716 –         | 2007 RQ119          | 11 septembrie 2007 | XuYi               | PMO NEO Survey Program |
| 207717 Sa’a      | 2007 RE120          | 11 septembrie 2007 | Lulin Observatory  | LUSS                   |
| 207718 –         | 2007 RF122          | 12 septembrie 2007 | Catalina           | CSS                    |
| 207719 –         | 2007 RE132          | 12 septembrie 2007 | Mount Lemmon       | Mount Lemmon Survey    |
| 207720 –         | 2007 RA138          | 14 septembrie 2007 | Anderson Mesa      | LONEOS                 |
| 207721 –         | 2007 RW141          | 13 septembrie 2007 | Socorro            | LINEAR                 |
| 207722 –         | 2007 RU144          | 14 septembrie 2007 | Socorro            | LINEAR                 |
| 207723 –         | 2007 RC148          | 11 septembrie 2007 | XuYi               | PMO NEO Survey Program |
| 207724 –         | 2007 RY149          | 12 septembrie 2007 | Lulin Observatory  | LUSS                   |
| 207725 –         | 2007 RR150          | 8 septembrie 2007  | Anderson Mesa      | LONEOS                 |
| 207726 –         | 2007 RW150          | 9 septembrie 2007  | Anderson Mesa      | LONEOS                 |
| 207727 –         | 2007 RW165          | 10 septembrie 2007 | Kitt Peak          | Spacewatch             |
| 207728 –         | 2007 RE172          | 10 septembrie 2007 | Kitt Peak          | Spacewatch             |
| 207729 –         | 2007 RR173          | 10 septembrie 2007 | Kitt Peak          | Spacewatch             |
| 207730 –         | 2007 RG174          | 10 septembrie 2007 | Kitt Peak          | Spacewatch             |
| 207731 –         | 2007 RZ187          | 14 septembrie 2007 | Altschwendt        | W. Ries                |
| 207732 –         | 2007 RH191          | 11 septembrie 2007 | Kitt Peak          | Spacewatch             |
| 207733 –         | 2007 RJ192          | 12 septembrie 2007 | Catalina           | CSS                    |
| 207734 –         | 2007 RK192          | 12 septembrie 2007 | Catalina           | CSS                    |
| 207735 –         | 2007 RH193          | 12 septembrie 2007 | Kitt Peak          | Spacewatch             |
| 207736 –         | 2007 RS218          | 14 septembrie 2007 | Mount Lemmon       | Mount Lemmon Survey    |
| 207737 –         | 2007 RL219          | 14 septembrie 2007 | Mount Lemmon       | Mount Lemmon Survey    |
| 207738 –         | 2007 RD226          | 10 septembrie 2007 | Kitt Peak          | Spacewatch             |
| 207739 –         | 2007 RP236          | 13 septembrie 2007 | Mount Lemmon       | Mount Lemmon Survey    |
| 207740 –         | 2007 RZ236          | 14 septembrie 2007 | Kitt Peak          | Spacewatch             |
| 207741 –         | 2007 RO244          | 11 septembrie 2007 | Kitt Peak          | Spacewatch             |
| 207742 –         | 2007 RP245          | 11 septembrie 2007 | Kitt Peak          | Spacewatch             |
| 207743 –         | 2007 RK247          | 13 septembrie 2007 | Catalina           | CSS                    |
| 207744 –         | 2007 RY247          | 13 septembrie 2007 | Anderson Mesa      | LONEOS                 |
| 207745 –         | 2007 RP252          | 13 septembrie 2007 | Catalina           | CSS                    |
| 207746 –         | 2007 RC256          | 14 septembrie 2007 | Catalina           | CSS                    |
| 207747 –         | 2007 RL257          | 14 septembrie 2007 | Catalina           | CSS                    |
| 207748 –         | 2007 RM277          | 5 septembrie 2007  | Anderson Mesa      | LONEOS                 |
| 207749 –         | 2007 RC286          | 2 septembrie 2007  | Mount Lemmon       | Mount Lemmon Survey    |
| 207750 –         | 2007 RS288          | 13 septembrie 2007 | Catalina           | CSS                    |
| 207751 –         | 2007 RW294          | 14 septembrie 2007 | Mount Lemmon       | Mount Lemmon Survey    |
| 207752 –         | 2007 RX297          | 5 septembrie 2007  | Catalina           | CSS                    |
| 207753 –         | 2007 SA1            | 18 septembrie 2007 | OAM                | La Sagra               |
| 207754 –         | 2007 ST4            | 21 septembrie 2007 | Altschwendt        | W. Ries                |
| 207755 –         | 2007 SR6            | 17 septembrie 2007 | XuYi               | PMO NEO Survey Program |
| 207756 –         | 2007 SX11           | 20 septembrie 2007 | Črni Vrh           | Črni Vrh               |
| 207757 –         | 2007 SM15           | 25 septembrie 2007 | Mount Lemmon       | Mount Lemmon Survey    |
| 207758 –         | 2007 SN19           | 23 septembrie 2007 | Bergisch Gladbach  | W. Bickel              |
| 207759 –         | 2007 TZ2            | 3 octombrie 2007   | Tiki               | N. Teamo, J.-C. Pelle  |
| 207760 –         | 2007 TE3            | 5 octombrie 2007   | Prairie Grass      | Prairie Grass          |
| 207761 –         | 2007 TJ4            | 6 octombrie 2007   | 7300 Observatory   | W. K. Y. Yeung         |
| 207762 –         | 2007 TA13           | 6 octombrie 2007   | Socorro            | LINEAR                 |
| 207763 Oberursel | 2007 TP23           | 6 octombrie 2007   | Taunus             | Taunus                 |
| 207764 –         | 2007 TC24           | 10 octombrie 2007  | OAM]               | La Sagra               |
| 207765 –         | 2007 TV32           | 6 octombrie 2007   | Kitt Peak          | Spacewatch             |
| 207766 –         | 2007 TJ33           | 6 octombrie 2007   | Kitt Peak          | Spacewatch             |
| 207767 –         | 2007 TN34           | 6 octombrie 2007   | Kitt Peak          | Spacewatch             |
| 207768 –         | 2007 TD35           | 6 octombrie 2007   | Kitt Peak          | Spacewatch             |
| 207769 –         | 2007 TR36           | 4 octombrie 2007   | Catalina           | CSS                    |
| 207770 –         | 2007 TA38           | 4 octombrie 2007   | Catalina           | CSS                    |
| 207771 –         | 2007 TB40           | 6 octombrie 2007   | Kitt Peak          | Spacewatch             |
| 207772 –         | 2007 TG49           | 4 octombrie 2007   | Kitt Peak          | Spacewatch             |
| 207773 –         | 2007 TV58           | 5 octombrie 2007   | Kitt Peak          | Spacewatch             |
| 207774 –         | 2007 TY66           | 12 octombrie 2007  | Chante-Perdrix     | Chante-Perdrix         |
| 207775 –         | 2007 TZ70           | 13 octombrie 2007  | Goodricke-Pigott   | R. A. Tucker           |
| 207776 –         | 2007 TY73           | 13 octombrie 2007  | 7300 Observatory   | W. K. Y. Yeung         |
| 207777 –         | 2007 TY76           | 5 octombrie 2007   | Kitt Peak          | Spacewatch             |
| 207778 –         | 2007 TO78           | 5 octombrie 2007   | Kitt Peak          | Spacewatch             |
| 207779 –         | 2007 TZ84           | 8 octombrie 2007   | Catalina           | CSS                    |
| 207780 –         | 2007 TO86           | 8 octombrie 2007   | Mount Lemmon       | Mount Lemmon Survey    |
| 207781 –         | 2007 TC103          | 8 octombrie 2007   | Mount Lemmon       | Mount Lemmon Survey    |
| 207782 –         | 2007 TT103          | 8 octombrie 2007   | Mount Lemmon       | Mount Lemmon Survey    |
| 207783 –         | 2007 TA106          | 11 octombrie 2007  | Taunus             | Taunus                 |
| 207784 –         | 2007 TO117          | 9 octombrie 2007   | Kitt Peak          | Spacewatch             |
| 207785 –         | 2007 TD130          | 6 octombrie 2007   | Kitt Peak          | Spacewatch             |
| 207786 –         | 2007 TO130          | 7 octombrie 2007   | Kitt Peak          | Spacewatch             |
| 207787 –         | 2007 TW130          | 7 octombrie 2007   | Catalina           | CSS                    |
| 207788 –         | 2007 TQ133          | 7 octombrie 2007   | Mount Lemmon       | Mount Lemmon Survey    |
| 207789 –         | 2007 TA144          | 6 octombrie 2007   | Socorro            | LINEAR                 |
| 207790 –         | 2007 TF147          | 7 octombrie 2007   | Socorro            | LINEAR                 |
| 207791 –         | 2007 TQ150          | 9 octombrie 2007   | Socorro            | LINEAR                 |
| 207792 –         | 2007 TO159          | 9 octombrie 2007   | Socorro            | LINEAR                 |
| 207793 –         | 2007 TN163          | 11 octombrie 2007  | Socorro            | LINEAR                 |
| 207794 –         | 2007 TM167          | 12 octombrie 2007  | Socorro            | LINEAR                 |
| 207795 –         | 2007 TR167          | 12 octombrie 2007  | Socorro            | LINEAR                 |
| 207796 –         | 2007 TB171          | 12 octombrie 2007  | Chante-Perdrix     | Chante-Perdrix         |
| 207797 –         | 2007 TO187          | 13 octombrie 2007  | Socorro            | LINEAR                 |
| 207798 –         | 2007 TR189          | 4 octombrie 2007   | Mount Lemmon       | Mount Lemmon Survey    |
| 207799 –         | 2007 TA193          | 6 octombrie 2007   | Kitt Peak          | Spacewatch             |
| 207800 –         | 2007 TW195          | 7 octombrie 2007   | Mount Lemmon       | Mount Lemmon Survey    |

## 207801–207900
| Denumire         | Denumire provizorie | Data descoperirii  | Locul descoperirii | Descoperitor(i)        |
| ---------------- | ------------------- | ------------------ | ------------------ | ---------------------- |
| 207801 –         | 2007 TZ212          | 7 octombrie 2007   | Kitt Peak          | Spacewatch             |
| 207802 –         | 2007 TS214          | 7 octombrie 2007   | Catalina           | CSS                    |
| 207803 –         | 2007 TC215          | 7 octombrie 2007   | Kitt Peak          | Spacewatch             |
| 207804 –         | 2007 TQ231          | 8 octombrie 2007   | Kitt Peak          | Spacewatch             |
| 207805 –         | 2007 TM236          | 9 octombrie 2007   | Mount Lemmon       | Mount Lemmon Survey    |
| 207806 –         | 2007 TX237          | 10 octombrie 2007  | Kitt Peak          | Spacewatch             |
| 207807 –         | 2007 TT243          | 8 octombrie 2007   | Catalina           | CSS                    |
| 207808 –         | 2007 TP244          | 8 octombrie 2007   | Catalina           | CSS                    |
| 207809 Wuzuze    | 2007 TC247          | 9 octombrie 2007   | XuYi               | PMO NEO Survey Program |
| 207810 –         | 2007 TK248          | 10 octombrie 2007  | Anderson Mesa      | LONEOS                 |
| 207811 –         | 2007 TV251          | 12 octombrie 2007  | Anderson Mesa      | LONEOS                 |
| 207812 –         | 2007 TH252          | 7 octombrie 2007   | Catalina           | CSS                    |
| 207813 –         | 2007 TR252          | 7 octombrie 2007   | Mount Lemmon       | Mount Lemmon Survey    |
| 207814 –         | 2007 TW252          | 8 octombrie 2007   | Mount Lemmon       | Mount Lemmon Survey    |
| 207815 –         | 2007 TB256          | 10 octombrie 2007  | Kitt Peak          | Spacewatch             |
| 207816 –         | 2007 TM257          | 10 octombrie 2007  | Kitt Peak          | Spacewatch             |
| 207817 –         | 2007 TG261          | 10 octombrie 2007  | Kitt Peak          | Spacewatch             |
| 207818 –         | 2007 TF269          | 9 octombrie 2007   | Kitt Peak          | Spacewatch             |
| 207819 –         | 2007 TA289          | 11 octombrie 2007  | Catalina           | CSS                    |
| 207820 –         | 2007 TM317          | 12 octombrie 2007  | Kitt Peak          | Spacewatch             |
| 207821 –         | 2007 TC333          | 11 octombrie 2007  | Kitt Peak          | Spacewatch             |
| 207822 –         | 2007 TE336          | 12 octombrie 2007  | Kitt Peak          | Spacewatch             |
| 207823 –         | 2007 TM341          | 9 octombrie 2007   | Mount Lemmon       | Mount Lemmon Survey    |
| 207824 –         | 2007 TO353          | 8 octombrie 2007   | Mount Lemmon       | Mount Lemmon Survey    |
| 207825 –         | 2007 TZ353          | 10 octombrie 2007  | Catalina           | CSS                    |
| 207826 –         | 2007 TM356          | 12 octombrie 2007  | Catalina           | CSS                    |
| 207827 –         | 2007 TD361          | 14 octombrie 2007  | Mount Lemmon       | Mount Lemmon Survey    |
| 207828 –         | 2007 TB376          | 15 octombrie 2007  | Goodricke-Pigott   | R. A. Tucker           |
| 207829 –         | 2007 TU379          | 14 octombrie 2007  | Kitt Peak          | Spacewatch             |
| 207830 –         | 2007 TM380          | 14 octombrie 2007  | Kitt Peak          | Spacewatch             |
| 207831 –         | 2007 TR380          | 14 octombrie 2007  | Kitt Peak          | Spacewatch             |
| 207832 –         | 2007 TR391          | 15 octombrie 2007  | Catalina           | CSS                    |
| 207833 –         | 2007 TL423          | 4 octombrie 2007   | Kitt Peak          | Spacewatch             |
| 207834 –         | 2007 TG424          | 7 octombrie 2007   | Catalina           | CSS                    |
| 207835 –         | 2007 US7            | 16 octombrie 2007  | Catalina           | CSS                    |
| 207836 –         | 2007 UQ9            | 17 octombrie 2007  | Anderson Mesa      | LONEOS                 |
| 207837 –         | 2007 UE21           | 16 octombrie 2007  | Kitt Peak          | Spacewatch             |
| 207838 –         | 2007 UZ36           | 19 octombrie 2007  | Catalina           | CSS                    |
| 207839 –         | 2007 UU42           | 16 octombrie 2007  | Siding Spring      | SSS                    |
| 207840 –         | 2007 UA55           | 30 octombrie 2007  | Kitt Peak          | Spacewatch             |
| 207841 –         | 2007 UR55           | 30 octombrie 2007  | Kitt Peak          | Spacewatch             |
| 207842 –         | 2007 UX78           | 30 octombrie 2007  | Mount Lemmon       | Mount Lemmon Survey    |
| 207843 –         | 2007 UA82           | 30 octombrie 2007  | Kitt Peak          | Spacewatch             |
| 207844 –         | 2007 UP88           | 30 octombrie 2007  | Mount Lemmon       | Mount Lemmon Survey    |
| 207845 –         | 2007 UZ101          | 30 octombrie 2007  | Kitt Peak          | Spacewatch             |
| 207846 –         | 2007 UO108          | 30 octombrie 2007  | Kitt Peak          | Spacewatch             |
| 207847 –         | 2007 UJ116          | 31 octombrie 2007  | Kitt Peak          | Spacewatch             |
| 207848 –         | 2007 UV116          | 30 octombrie 2007  | Catalina           | CSS                    |
| 207849 –         | 2007 UY116          | 30 octombrie 2007  | Mount Lemmon       | Mount Lemmon Survey    |
| 207850 –         | 2007 UA119          | 30 octombrie 2007  | Mount Lemmon       | Mount Lemmon Survey    |
| 207851 –         | 2007 UN121          | 30 octombrie 2007  | Mount Lemmon       | Mount Lemmon Survey    |
| 207852 –         | 2007 UU123          | 31 octombrie 2007  | Catalina           | CSS                    |
| 207853 –         | 2007 UP133          | 30 octombrie 2007  | Kitt Peak          | Spacewatch             |
| 207854 –         | 2007 VS20           | 2 noiembrie 2007   | Mount Lemmon       | Mount Lemmon Survey    |
| 207855 –         | 2007 VN41           | 3 noiembrie 2007   | Catalina           | CSS                    |
| 207856 –         | 2007 VM52           | 1 noiembrie 2007   | Kitt Peak          | Spacewatch             |
| 207857 –         | 2007 VR90           | 5 noiembrie 2007   | Socorro            | LINEAR                 |
| 207858 –         | 2007 VZ104          | 3 noiembrie 2007   | Kitt Peak          | Spacewatch             |
| 207859 –         | 2007 VE109          | 3 noiembrie 2007   | Kitt Peak          | Spacewatch             |
| 207860 –         | 2007 VV117          | 4 noiembrie 2007   | Kitt Peak          | Spacewatch             |
| 207861 –         | 2007 VW119          | 5 noiembrie 2007   | Kitt Peak          | Spacewatch             |
| 207862 –         | 2007 VM121          | 5 noiembrie 2007   | Kitt Peak          | Spacewatch             |
| 207863 –         | 2007 VJ127          | 1 noiembrie 2007   | Mount Lemmon       | Mount Lemmon Survey    |
| 207864 –         | 2007 VP133          | 2 noiembrie 2007   | Kitt Peak          | Spacewatch             |
| 207865 –         | 2007 VY147          | 4 noiembrie 2007   | Kitt Peak          | Spacewatch             |
| 207866 –         | 2007 VO165          | 5 noiembrie 2007   | Kitt Peak          | Spacewatch             |
| 207867 –         | 2007 VF173          | 2 noiembrie 2007   | Mount Lemmon       | Mount Lemmon Survey    |
| 207868 –         | 2007 VH176          | 4 noiembrie 2007   | Mount Lemmon       | Mount Lemmon Survey    |
| 207869 –         | 2007 VY201          | 5 noiembrie 2007   | Kitt Peak          | Spacewatch             |
| 207870 –         | 2007 VG214          | 9 noiembrie 2007   | Kitt Peak          | Spacewatch             |
| 207871 –         | 2007 VQ216          | 9 noiembrie 2007   | Kitt Peak          | Spacewatch             |
| 207872 –         | 2007 VX243          | 14 noiembrie 2007  | Bisei SG Center    | BATTeRS                |
| 207873 –         | 2007 VX254          | 15 noiembrie 2007  | Mount Lemmon       | Mount Lemmon Survey    |
| 207874 –         | 2007 VQ274          | 13 noiembrie 2007  | Anderson Mesa      | LONEOS                 |
| 207875 –         | 2007 VR297          | 11 noiembrie 2007  | Catalina           | CSS                    |
| 207876 –         | 2007 VB299          | 11 noiembrie 2007  | Catalina           | CSS                    |
| 207877 –         | 2007 VN300          | 14 noiembrie 2007  | Eskridge           | Eskridge               |
| 207878 –         | 2007 VS311          | 14 noiembrie 2007  | Kitt Peak          | Spacewatch             |
| 207879 –         | 2007 VW311          | 5 noiembrie 2007   | Kitt Peak          | Spacewatch             |
| 207880 –         | 2007 VC313          | 5 noiembrie 2007   | Mount Lemmon       | Mount Lemmon Survey    |
| 207881 –         | 2007 VM314          | 2 noiembrie 2007   | Mount Lemmon       | Mount Lemmon Survey    |
| 207882 –         | 2007 VF316          | 3 noiembrie 2007   | Kitt Peak          | Spacewatch             |
| 207883 –         | 2007 WN             | 16 noiembrie 2007  | La Cañada          | J. Lacruz              |
| 207884 –         | 2007 WG51           | 20 noiembrie 2007  | Mount Lemmon       | Mount Lemmon Survey    |
| 207885 –         | 2007 WH51           | 20 noiembrie 2007  | Mount Lemmon       | Mount Lemmon Survey    |
| 207886 –         | 2007 XT9            | 5 decembrie 2007   | OAM                | La Sagra               |
| 207887 –         | 2007 XU10           | 4 decembrie 2007   | Kanab              | E. E. Sheridan         |
| 207888 –         | 2007 YJ32           | 28 decembrie 2007  | Kitt Peak          | Spacewatch             |
| 207889 –         | 2008 AZ6            | 10 ianuarie 2008   | Mount Lemmon       | Mount Lemmon Survey    |
| 207890 –         | 2008 CA126          | 8 februarie 2008   | Mount Lemmon       | Mount Lemmon Survey    |
| 207891 –         | 2008 RG25           | 3 septembrie 2008  | Kitt Peak          | Spacewatch             |
| 207892 –         | 2008 SG182          | 24 septembrie 2008 | Kitt Peak          | Spacewatch             |
| 207893 –         | 2008 SK251          | 24 septembrie 2008 | Mount Lemmon       | Mount Lemmon Survey    |
| 207894 –         | 2008 TA18           | 1 octombrie 2008   | Mount Lemmon       | Mount Lemmon Survey    |
| 207895 –         | 2008 TJ51           | 2 octombrie 2008   | Kitt Peak          | Spacewatch             |
| 207896 –         | 2008 TK113          | 6 octombrie 2008   | Kitt Peak          | Spacewatch             |
| 207897 –         | 2008 TL113          | 6 octombrie 2008   | Kitt Peak          | Spacewatch             |
| 207898 –         | 2008 UW1            | 22 octombrie 2008  | Socorro            | LINEAR                 |
| 207899 Grinmalia | 2008 UC3            | 21 octombrie 2008  | Andrushivka        | Andrushivka            |
| 207900 –         | 2008 UQ71           | 21 octombrie 2008  | Mount Lemmon       | Mount Lemmon Survey    |

## 207901–208000
| Denumire        | Denumire provizorie | Data descoperirii  | Locul descoperirii | Descoperitor(i)                                        |
| --------------- | ------------------- | ------------------ | ------------------ | ------------------------------------------------------ |
| 207901 Tzecmaun | 2008 US91           | 28 octombrie 2008  | Tzec Maun          | E. Schwab Jr.                                          |
| 207902 –        | 2008 UW112          | 22 octombrie 2008  | Kitt Peak          | Spacewatch                                             |
| 207903 –        | 2008 UX163          | 24 octombrie 2008  | Kitt Peak          | Spacewatch                                             |
| 207904 –        | 2008 UZ181          | 24 octombrie 2008  | Mount Lemmon       | Mount Lemmon Survey                                    |
| 207905 –        | 2008 UD186          | 24 octombrie 2008  | Kitt Peak          | Spacewatch                                             |
| 207906 –        | 2008 UQ201          | 28 octombrie 2008  | Socorro            | LINEAR                                                 |
| 207907 –        | 2008 UR257          | 27 octombrie 2008  | Kitt Peak          | Spacewatch                                             |
| 207908 –        | 2008 UO263          | 27 octombrie 2008  | Kitt Peak          | Spacewatch                                             |
| 207909 –        | 2008 UW276          | 28 octombrie 2008  | Mount Lemmon       | Mount Lemmon Survey                                    |
| 207910 –        | 2008 UA303          | 29 octombrie 2008  | Kitt Peak          | Spacewatch                                             |
| 207911 –        | 2008 UE305          | 29 octombrie 2008  | Kitt Peak          | Spacewatch                                             |
| 207912 –        | 2008 UH316          | 30 octombrie 2008  | Kitt Peak          | Spacewatch                                             |
| 207913 –        | 2008 VN13           | 7 noiembrie 2008   | Nogales            | Tenagra II                                             |
| 207914 –        | 2008 VK18           | 1 noiembrie 2008   | Kitt Peak          | Spacewatch                                             |
| 207915 –        | 2008 VU38           | 2 noiembrie 2008   | Catalina           | CSS                                                    |
| 207916 –        | 2008 VB51           | 4 noiembrie 2008   | Kitt Peak          | Spacewatch                                             |
| 207917 –        | 2008 VF59           | 7 noiembrie 2008   | Mount Lemmon       | Mount Lemmon Survey                                    |
| 207918 –        | 2008 VG62           | 8 noiembrie 2008   | Kitt Peak          | Spacewatch                                             |
| 207919 –        | 2008 VL66           | 2 noiembrie 2008   | Catalina           | CSS                                                    |
| 207920 –        | 2008 WC2            | 18 noiembrie 2008  | Socorro            | LINEAR                                                 |
| 207921 –        | 2008 WD12           | 18 noiembrie 2008  | Catalina           | CSS                                                    |
| 207922 –        | 2008 WC15           | 17 noiembrie 2008  | Kitt Peak          | Spacewatch                                             |
| 207923 –        | 2008 WS32           | 18 noiembrie 2008  | Kitt Peak          | Spacewatch                                             |
| 207924 –        | 2008 WA43           | 17 noiembrie 2008  | Kitt Peak          | Spacewatch                                             |
| 207925 –        | 2008 WY43           | 17 noiembrie 2008  | Kitt Peak          | Spacewatch                                             |
| 207926 –        | 2008 WS60           | 19 noiembrie 2008  | Socorro            | LINEAR                                                 |
| 207927 –        | 2008 WE63           | 20 noiembrie 2008  | Socorro            | LINEAR                                                 |
| 207928 –        | 2008 WV68           | 18 noiembrie 2008  | Kitt Peak          | Spacewatch                                             |
| 207929 –        | 2008 WB76           | 20 noiembrie 2008  | Kitt Peak          | Spacewatch                                             |
| 207930 –        | 2008 XD37           | 2 decembrie 2008   | Kitt Peak          | Spacewatch                                             |
| 207931 Weihai   | 2008 YM9            | 24 decembrie 2008  | Weihai             | Shandong                                               |
| 207932 –        | 2008 YW16           | 21 decembrie 2008  | Mount Lemmon       | Mount Lemmon Survey                                    |
| 207933 –        | 2008 YF17           | 21 decembrie 2008  | Mount Lemmon       | Mount Lemmon Survey                                    |
| 207934 –        | 2008 YQ17           | 21 decembrie 2008  | Mount Lemmon       | Mount Lemmon Survey                                    |
| 207935          | 2009 AF             | 1 ianuarie 2009    | RAS                | A. Lowe                                                |
| 207936 –        | 4511 P-L            | 24 septembrie 1960 | Palomar            | C. J. van Houten, I. van Houten-Groeneveld, T. Gehrels |
| 207937 –        | 3367 T-2            | 25 septembrie 1973 | Palomar            | C. J. van Houten, I. van Houten-Groeneveld, T. Gehrels |
| 207938 –        | 2108 T-3            | 16 octombrie 1977  | Palomar            | C. J. van Houten, I. van Houten-Groeneveld, T. Gehrels |
| 207939 –        | 3205 T-3            | 16 octombrie 1977  | Palomar            | C. J. van Houten, I. van Houten-Groeneveld, T. Gehrels |
| 207940 –        | 3518 T-3            | 16 octombrie 1977  | Palomar            | C. J. van Houten, I. van Houten-Groeneveld, T. Gehrels |
| 207941 –        | 3827 T-3            | 16 octombrie 1977  | Palomar            | C. J. van Houten, I. van Houten-Groeneveld, T. Gehrels |
| 207942 –        | 4291 T-3            | 16 octombrie 1977  | Palomar            | C. J. van Houten, I. van Houten-Groeneveld, T. Gehrels |
| 207943 –        | 1979 MN4            | 25 iunie 1979      | Siding Spring      | E. F. Helin, S. J. Bus                                 |
| 207944 –        | 1981 EG8            | 1 martie 1981      | Siding Spring      | S. J. Bus                                              |
| 207945 –        | 1991 JW             | 8 mai 1991         | Palomar            | K. J. Lawrence, E. F. Helin                            |
| 207946 –        | 1991 TH16           | 6 octombrie 1991   | Palomar            | A. Lowe                                                |
| 207947 –        | 1991 TU16           | 6 octombrie 1991   | Palomar            | A. Lowe                                                |
| 207948 –        | 1993 FL12           | 17 martie 1993     | La Silla           | UESAC                                                  |
| 207949 –        | 1993 FX33           | 19 martie 1993     | La Silla           | UESAC                                                  |
| 207950 –        | 1993 TX9            | 12 octombrie 1993  | Kitt Peak          | Spacewatch                                             |
| 207951 –        | 1994 AH7            | 7 ianuarie 1994    | Kitt Peak          | Spacewatch                                             |
| 207952 –        | 1994 GT4            | 6 aprilie 1994     | Kitt Peak          | Spacewatch                                             |
| 207953 –        | 1994 PQ18           | 12 august 1994     | La Silla           | E. W. Elst                                             |
| 207954 –        | 1994 RU21           | 5 septembrie 1994  | La Silla           | E. W. Elst                                             |
| 207955 –        | 1994 US6            | 28 octombrie 1994  | Kitt Peak          | Spacewatch                                             |
| 207956 –        | 1995 DU8            | 24 februarie 1995  | Kitt Peak          | Spacewatch                                             |
| 207957 –        | 1995 FN7            | 25 martie 1995     | Kitt Peak          | Spacewatch                                             |
| 207958 –        | 1995 NA1            | 1 iulie 1995       | Kitt Peak          | Spacewatch                                             |
| 207959 –        | 1995 OR7            | 24 iulie 1995      | Kitt Peak          | Spacewatch                                             |
| 207960 –        | 1995 OZ9            | 30 iulie 1995      | Kitt Peak          | Spacewatch                                             |
| 207961 –        | 1995 OV17           | 27 iulie 1995      | Kitt Peak          | Spacewatch                                             |
| 207962 –        | 1995 SF19           | 18 septembrie 1995 | Kitt Peak          | Spacewatch                                             |
| 207963 –        | 1995 SM20           | 18 septembrie 1995 | Kitt Peak          | Spacewatch                                             |
| 207964 –        | 1995 SC79           | 21 septembrie 1995 | Kitt Peak          | Spacewatch                                             |
| 207965 –        | 1995 UY21           | 19 octombrie 1995  | Kitt Peak          | Spacewatch                                             |
| 207966 –        | 1995 UQ23           | 19 octombrie 1995  | Kitt Peak          | Spacewatch                                             |
| 207967 –        | 1995 UZ23           | 19 octombrie 1995  | Kitt Peak          | Spacewatch                                             |
| 207968 –        | 1995 VF14           | 15 noiembrie 1995  | Kitt Peak          | Spacewatch                                             |
| 207969 –        | 1996 AR5            | 12 ianuarie 1996   | Kitt Peak          | Spacewatch                                             |
| 207970 –        | 1996 BZ3            | 29 ianuarie 1996   | Kitt Peak          | Spacewatch                                             |
| 207971 –        | 1996 JV8            | 12 mai 1996        | Kitt Peak          | Spacewatch                                             |
| 207972 –        | 1996 JZ13           | 11 mai 1996        | Kitt Peak          | Spacewatch                                             |
| 207973 –        | 1996 PT4            | 14 august 1996     | Haleakala          | NEAT                                                   |
| 207974 –        | 1996 RM1            | 8 septembrie 1996  | Haleakala          | NEAT                                                   |
| 207975 –        | 1996 TY8            | 12 octombrie 1996  | Catalina           | CSS                                                    |
| 207976 –        | 1996 TB36           | 11 octombrie 1996  | Kitt Peak          | Spacewatch                                             |
| 207977 –        | 1996 TL36           | 12 octombrie 1996  | Kitt Peak          | Spacewatch                                             |
| 207978 –        | 1996 VH15           | 5 noiembrie 1996   | Kitt Peak          | Spacewatch                                             |
| 207979 –        | 1996 VW22           | 9 noiembrie 1996   | Kitt Peak          | Spacewatch                                             |
| 207980 –        | 1996 VJ36           | 10 noiembrie 1996  | Kitt Peak          | Spacewatch                                             |
| 207981 –        | 1996 XO8            | 6 decembrie 1996   | Kitt Peak          | Spacewatch                                             |
| 207982 –        | 1997 AY8            | 2 ianuarie 1997    | Kitt Peak          | Spacewatch                                             |
| 207983 –        | 1997 FT4            | 30 martie 1997     | Kitt Peak          | Spacewatch                                             |
| 207984 –        | 1997 TG6            | 2 octombrie 1997   | Caussols           | ODAS                                                   |
| 207985 –        | 1997 WL11           | 22 noiembrie 1997  | Kitt Peak          | Spacewatch                                             |
| 207986 –        | 1997 WM17           | 23 noiembrie 1997  | Kitt Peak          | Spacewatch                                             |
| 207987 –        | 1997 WT25           | 21 noiembrie 1997  | Kitt Peak          | Spacewatch                                             |
| 207988 –        | 1998 DJ12           | 23 februarie 1998  | Kitt Peak          | Spacewatch                                             |
| 207989 –        | 1998 DH19           | 24 februarie 1998  | Kitt Peak          | Spacewatch                                             |
| 207990 –        | 1998 ES2            | 2 martie 1998      | Caussols           | ODAS                                                   |
| 207991 –        | 1998 EJ14           | 1 martie 1998      | La Silla           | E. W. Elst                                             |
| 207992 –        | 1998 FC4            | 20 martie 1998     | Kitt Peak          | Spacewatch                                             |
| 207993 –        | 1998 FJ48           | 20 martie 1998     | Socorro            | LINEAR                                                 |
| 207994 –        | 1998 FC50           | 20 martie 1998     | Socorro            | LINEAR                                                 |
| 207995 –        | 1998 FM127          | 24 martie 1998     | Socorro            | LINEAR                                                 |
| 207996 –        | 1998 GD10           | 2 aprilie 1998     | Socorro            | LINEAR                                                 |
| 207997 –        | 1998 HJ42           | 24 aprilie 1998    | Kitt Peak          | Spacewatch                                             |
| 207998 –        | 1998 HH61           | 21 aprilie 1998    | Socorro            | LINEAR                                                 |
| 207999 –        | 1998 HK84           | 21 aprilie 1998    | Socorro            | LINEAR                                                 |
| 208000 –        | 1998 HQ136          | 20 aprilie 1998    | Socorro            | LINEAR                                                 |

| Predecesor: 206001–207000 | Lista planetelor minore 207001–208000 Semnificații ale numelor: 207001–208000 | Succesor: 208001–209000 |